# 80 Pułk Piechoty (II RP)
80 Pułk Strzelców Nowogródzkich (80 pp) – oddział piechoty Wojska Polskiego II RP.

## Formowanie i zmiany organizacyjne
10 lipca 1919 roku ówczesny dowódca Frontu Litewsko-Białoruskiego, generał porucznik Stanisław Szeptycki wydał rozkaz Nr 200/I w sprawie sformowania Nowogródzkiego Pułku Strzelców i batalionu uzupełnień Nowogródzkiego Pułku Strzelców. Obie jednostki zostały zorganizowane w Lidzie, na bazie batalionu uzupełnień Dywizji Litewsko-Białoruskiej stacjonującego w Wołkowysku. Na stanowisko dowódcy pułku i jednocześnie dowódcy I batalionu został wyznaczony podpułkownik Antoni Ostankowicz, dotychczasowy dowódca baonu uzupełnień w Wołkowysku. Podpułkownik Ostankowicz otrzymał wspomniany rozkaz 11 lipca 1919 roku. Tego samego dnia baon uzupełnień został przetransportowany koleją z Wołkowyska do Lidy.
26 lipca 1919 roku pułk został przetransportowany koleją do Baranowicz, gdzie wszedł w skład grupy generała Stefana Mokrzeckiego.
W Lidzie pozostał podporucznik Antoni Małyszko i 14 instruktorów z zadaniem zorganizowania batalionu uzupełnień Nowogródzkiego Pułku Strzelców. Następnie batalion został przeniesiony do Nieświeża, a później do Słonimia.
2 sierpnia 1919 roku dowództwo pułku objął pułkownik Stanisław Józef Kowalski. Podpułkownik Ostankowicz pozostał na stanowisku dowódcy I batalionu do 21 sierpnia, kiedy to został przeniesiony na stanowisko dowódcy Powiatu Etapowego Baranowicze. Nowym dowódcą I batalionu został kapitan Leon Hejbowicz.
W grudniu 1919 batalion zapasowy pułku stacjonował w Nieświeżu.

## Pułk w walkach o granice
25 września 1919 roku pod wsią Filipowicze pułk przeszedł swój chrzest bojowy. Patronem pułku został Ładysław z Gielniowa, którego wspomnienie liturgiczne w Kościele katolickim w Polsce obchodzone jest 25 września
18 grudnia 1919 roku pułk przybył do Bobrujska, gdzie następnego dnia dowódca frontu, generał Szeptycki, wręczył dowódcy pułku chorągiew będącą darem Związku Kobiet Kresowych „Pogoń” w Wilnie.
25 grudnia 1919 roku w miasteczku Kublicze pułk dołączył do II Brygady Litewsko-Białoruskiej pułkownika Czesława Mączyńskiego. 7 stycznia 1920 roku w czasie udanego wypadu na Czereświaty poległ pierwszy żołnierz pułku, szeregowiec Safran Ilukowicz. 2 kwietnia 1920 roku dowództwo pułku objął major Wincenty Rutkiewicz, przybyły z Mińskiego Pułku Strzelców. Pułkownik Kowalski został oddany do dyspozycji Naczelnego Dowództwa. W drugiej połowie kwietnia 1920 roku do pułku dołączył II batalion kapitana Tarasiewicza, zorganizowany w batalionie zapasowym w Nieświeżu. 21 maja 1920 roku dowództwo pułku przejął podpułkownik Kazimierz Rybicki, dotychczasowy dowódca Grodzieńskiego Pułku Strzelców i czasowo pełniący obowiązki dowódcy I Brygady Litewsko-Białoruskiej.
Zimę 1919–1920 pułk spędził na froncie. 20 czerwca 1920 roku broniąc odcinka nad rzeką Czernic wytrzymał uderzenie przeważających sił Armii Czerwonej.
W czerwcu 1920 roku pułk otrzymał uzupełnienia z batalionu zapasowego 4 Pułku Piechoty Legionów w Kielcach i batalionu zapasowego 17 pułku piechoty w Rzeszowie. Uzupełnienia przybyłe z Kielc wcielono do I i II batalionu, natomiast z batalionu marszowego przybyłego z Rzeszowa utworzono III batalion pod tymczasowym dowództwem porucznika Karola Mancewicza, a następnie kapitana Dubińskiego. Ponadto z wybranych z całego pułku rzemieślników (cieśli, kowali itd.) zorganizowana została kompania techniczna.
5 lipca 1920 roku w Zarzecku III batalion został otoczony przez bolszewicką kawalerię i „niemal w pień wycięty”. Resztki ocalałych żołnierzy zostały wcielone do I i II batalionu. Kapitan Dubiński pozostał ranny na polu walki. Tak samo dowódca II batalionu, kapitan Tarasiewicz. Nowym dowódcą II batalionu został major Władysław Oziewicz. 17 lipca 1920 roku poległ dowódca I batalionu, kapitan Leon Hejbowicz i dowódca 4 kompanii, porucznik Franciszek Mielnicki. Dowództwo I batalionu przejął porucznik Roman Bełkowski.
W ostatniej dekadzie lipca 1920 roku w skład pułku, jako III batalion, został włączony batalion marszowy ze Słonimia pod dowództwem kapitana Józefa Kostko. 31 lipca podpułkownik Rybicki objął dowództwo II Brygady Litewsko-Białoruskiej. Dowódcą pułku został major Oziewicz.
3 sierpnia 1920 roku w Małkini porucznik Roman Bełkowski popełnił samobójstwo. Wymieniony oficer został ranny w nogę 1 sierpnia w obronie przedmościa Brańsk. Motywem zamachu samobójczego był zarzut „jakiegoś osobnika, że z taką raną mógłby się jeszcze bić!”. Dowództwo I batalionu przejął porucznik Aleksander Walczak.
Po zakończeniu Bitwy Warszawskiej pułk otrzymał chorągiew z napisem „Obrońcom Warszawy”.
17 sierpnia 1920 roku dowództwo pułku objął podpułkownik Bolesław Waśkiewicz. Do połowy września 1920 roku II batalionem dowodził pułkownik Stanisław Józef Kowalski, który będąc w podeszłym wieku zrezygnował ze służby etapowej i w sierpniu zgłosił się ochotniczo na front. W nocy z 8 na 9 września 1920 roku, w walkach we wsi Kruszyniany, do niewoli dostał się ranny dowódca I batalionu, porucznik Walczak. Przed bitwą nad Niemnem dokonano zmian na stanowiskach dowódców batalionów. Batalion I objął major Władysław Oziewicz, batalion II - kapitan Eugeniusz Zabawski, a batalion III - kapitan Jerzy Dąbrowski z Grodzieńskiego Pułku Strzelców.
Pułk wziął udział 8 października w wyprawie generała Lucjana Żeligowskiego na Wilno.
1 listopada 1920 roku w wypadzie na wieś Wiciuny poległ dowódca 1 kompanii, podporucznik Henryk Kawecki, który 24 października został udekorowany przez dowódcę pułku Krzyżem Srebrnym Orderu Virtuti Militari. 17 listopada dowództwo I batalionu objął kapitan Lewandowski. 30 listopada, po wejściu w życie zawieszenia broni, pułk znajdował się linii bojowej Skietery – Kiejmińce – Wierszuliszki – Wierciuny, na której odpierał ciągłe ataki Litwinów na własne placówki. 20 grudnia pułk został zluzowany i trzy dni później wkroczył do Wilna.

### Kawalerowie Virtuti Militari
| Żołnierze pułku odznaczeni Orderem Wojskowym Virtuti Militari | Żołnierze pułku odznaczeni Orderem Wojskowym Virtuti Militari | Żołnierze pułku odznaczeni Orderem Wojskowym Virtuti Militari |
| ------------------------------------------------------------- | ------------------------------------------------------------- | ------------------------------------------------------------- |
| Krzyżem Złotym                                                | ppłk Kazimierz Jarosław Rybicki                               |                                                               |
| Krzyżem Srebrnym:                                             |                                                               |                                                               |
| szer. Józef Arasim,                                           | kpr. Edward Balcerzak,                                        | st. szer. Wincenty Boraczewski,                               |
| śp. kpt. Leon Hejbowicz,                                      | sierż. Eryk Kolarz,                                           | śp. ppor. Henryk Kawecki,                                     |
| kpr. Kazimierz Kazior,                                        | kpr. Wincenty Kazimierczak,                                   | por. Stanisław Perkowicz,                                     |
| ppor. Władysław Prażmowski,                                   | ppłk Kazimierz Jarosław Rybicki,                              | ppor. Antoni Rutkowski,                                       |
| sierż. Stefan Rodziewicz,                                     | kpr. Józef Makarewicz,                                        | st. szer. Julian Michalczyk,                                  |
| śp. ppor. Stanisław Obrzud,                                   | kpr. Józef Salomon,                                           | szer. Józef Spychaj nr 4158,                                  |
| por. Józef Uhrynowicz,                                        | st. szer. Jan Wojnarowski.                                    |                                                               |

Ponadto 31 oficerów i 88 szeregowców zostało odznaczonych Krzyżem Walecznych, w tym 27 dwukrotnie, 8 trzykrotnie i jeden czterokrotnie. Krzyżem Zasługi Wojsk Litwy Środkowej zostało odznaczonych 18 oficerów i 28 szeregowych.

### Mapy walk pułku

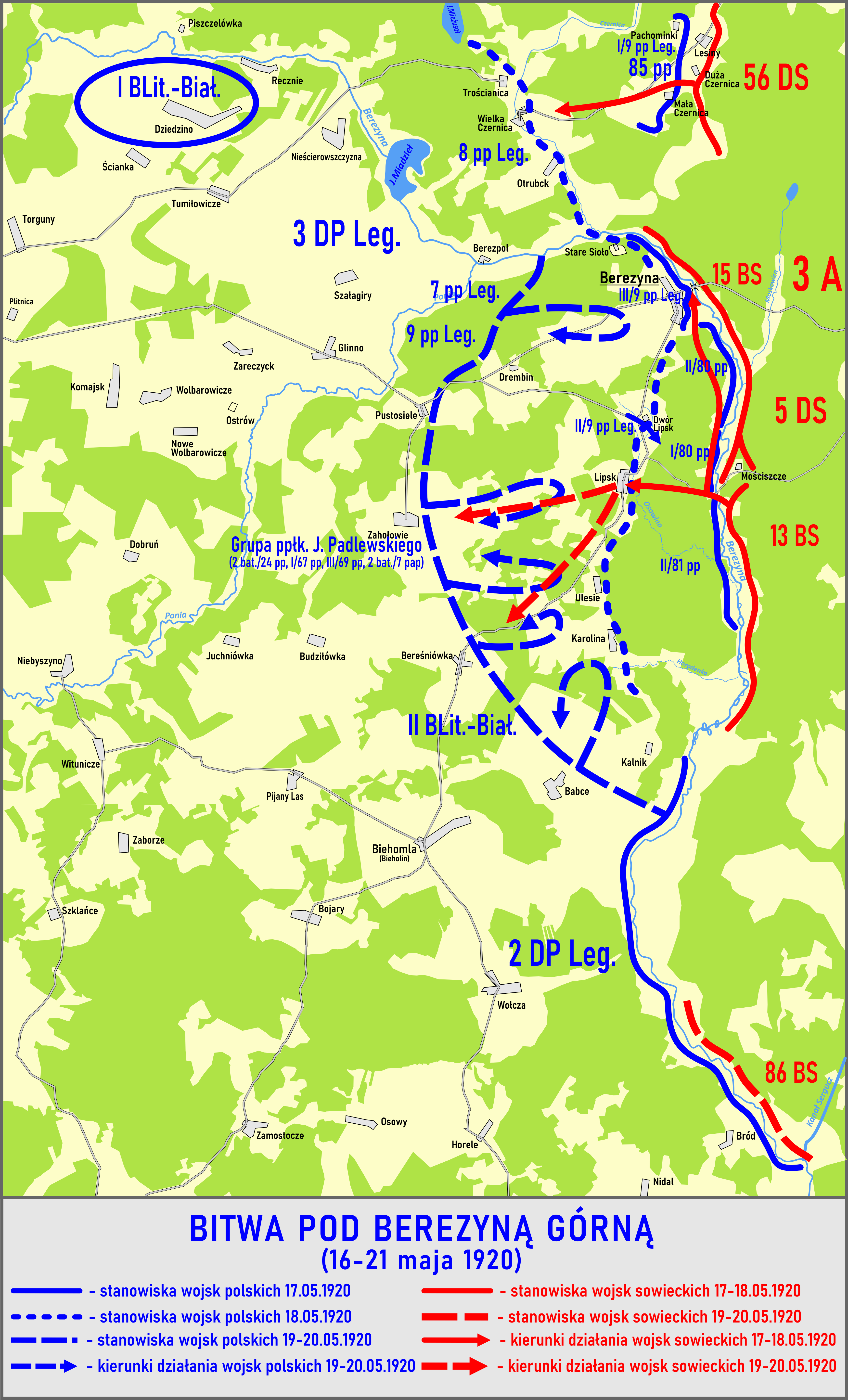
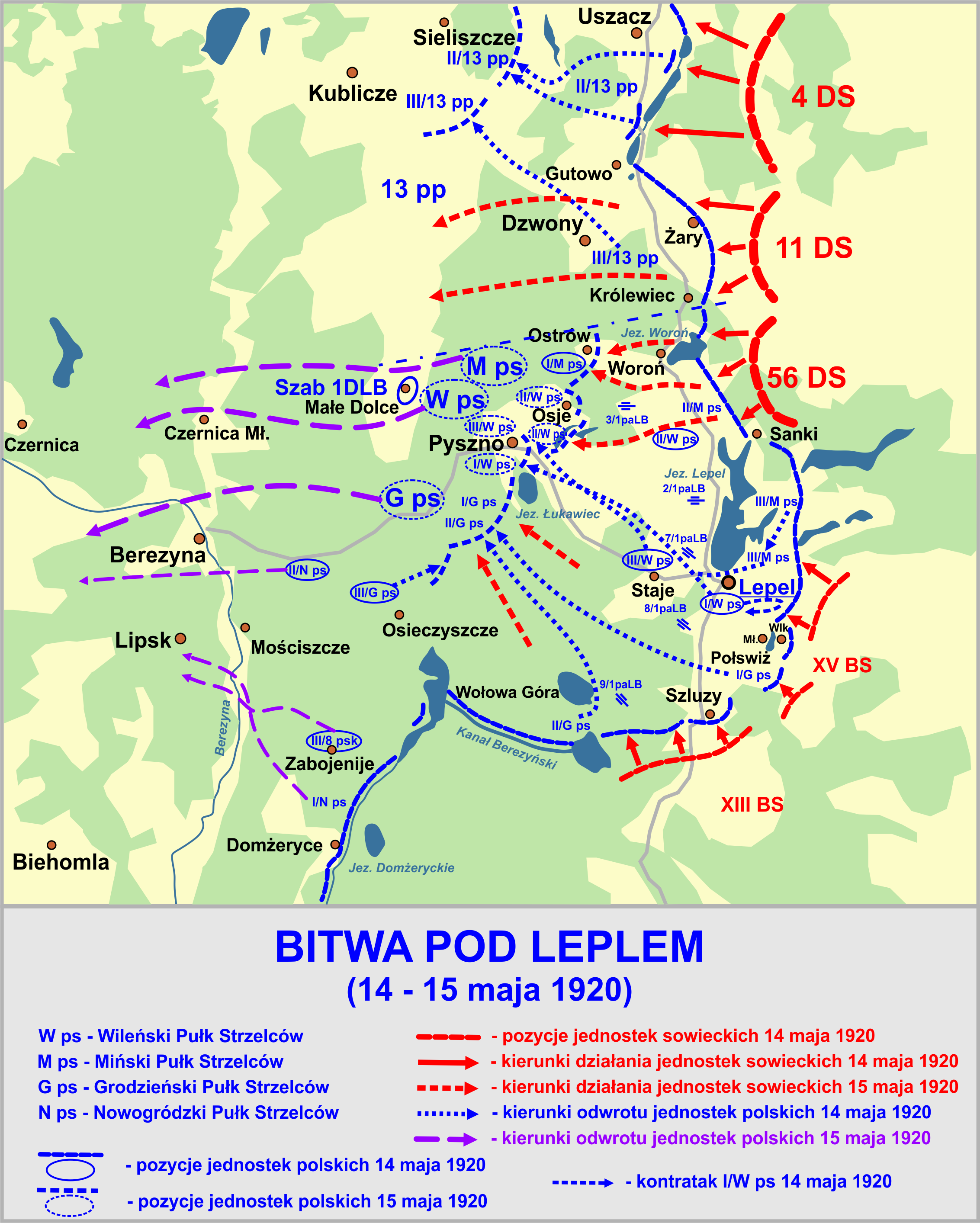
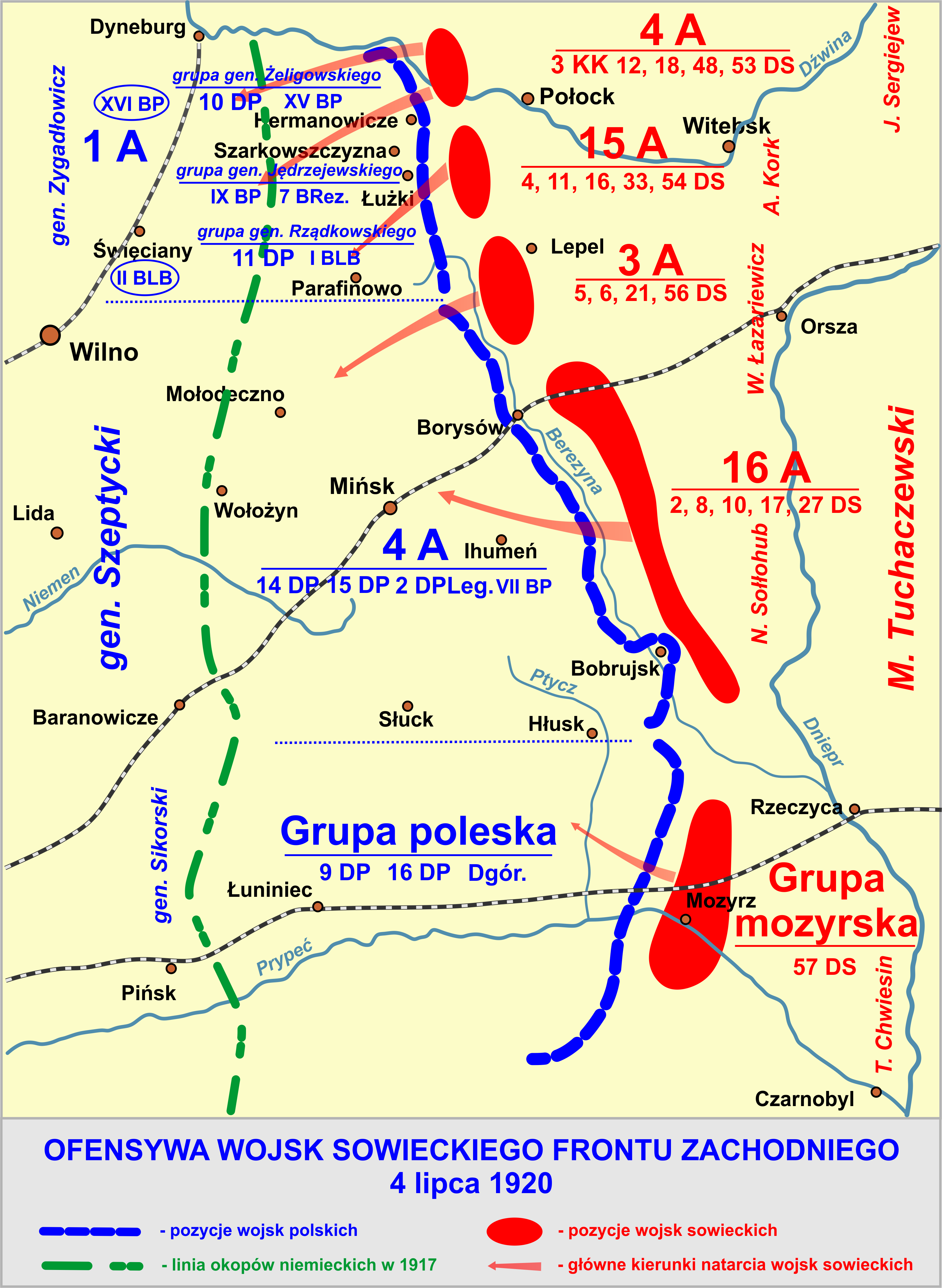
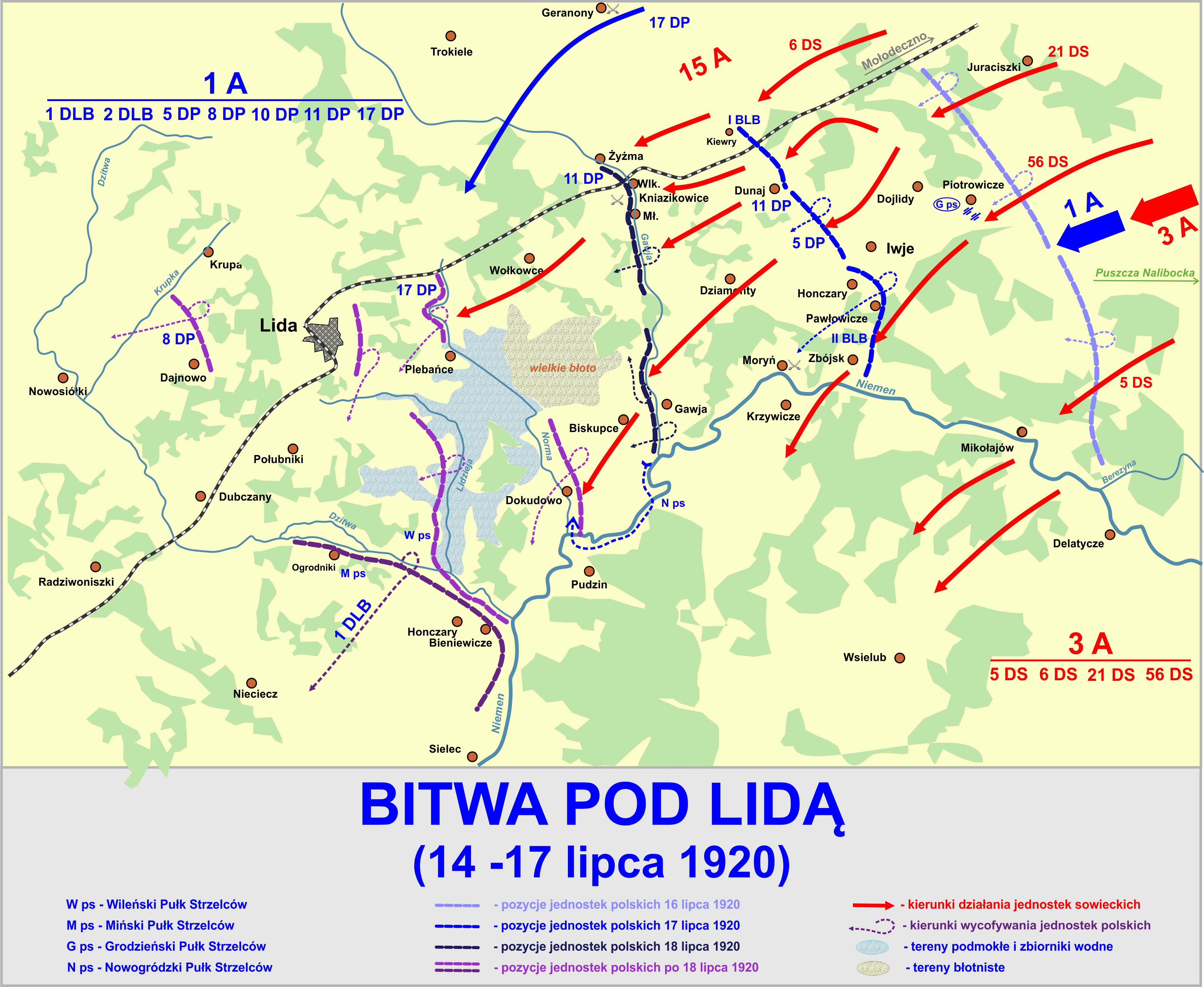
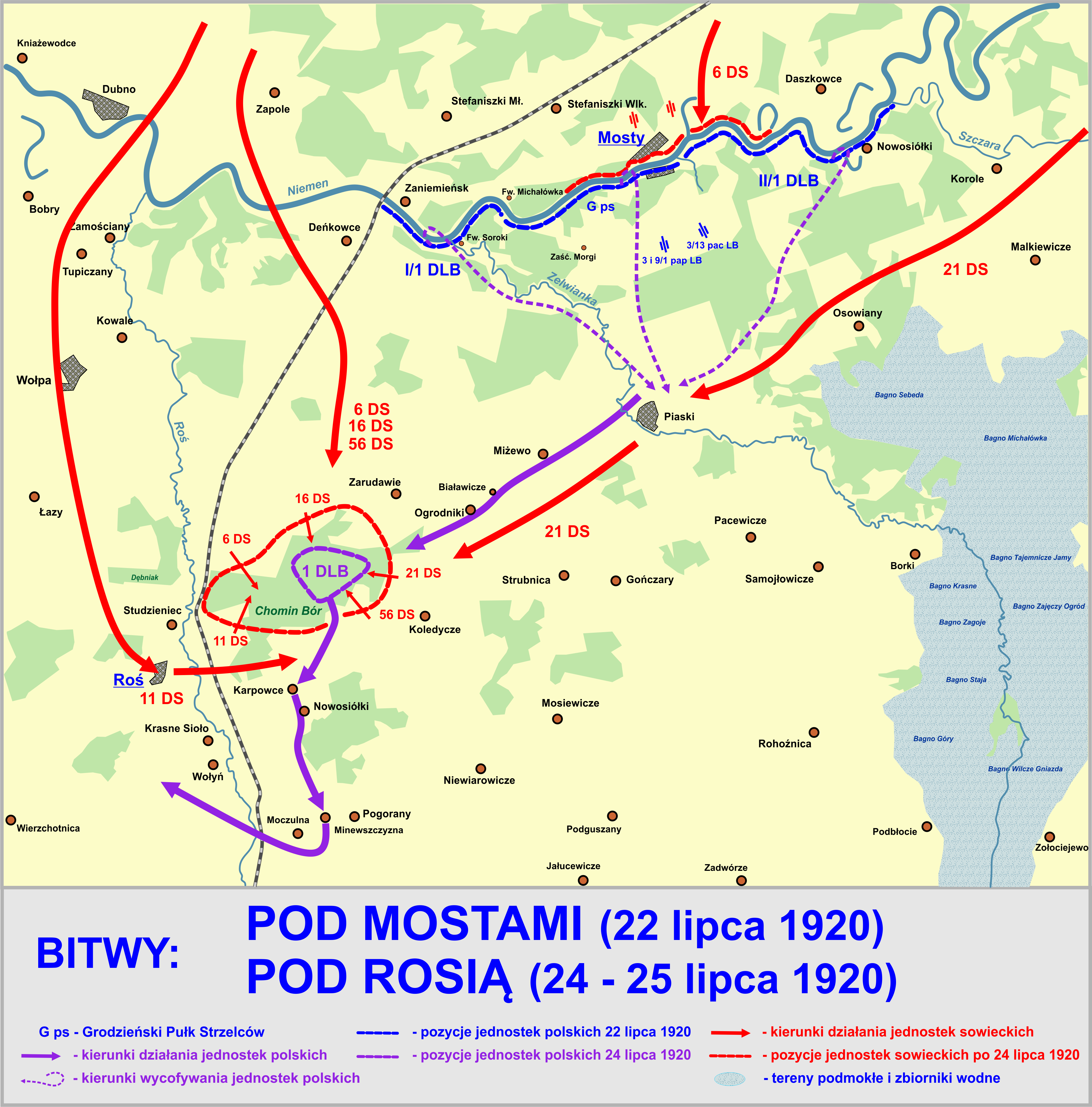
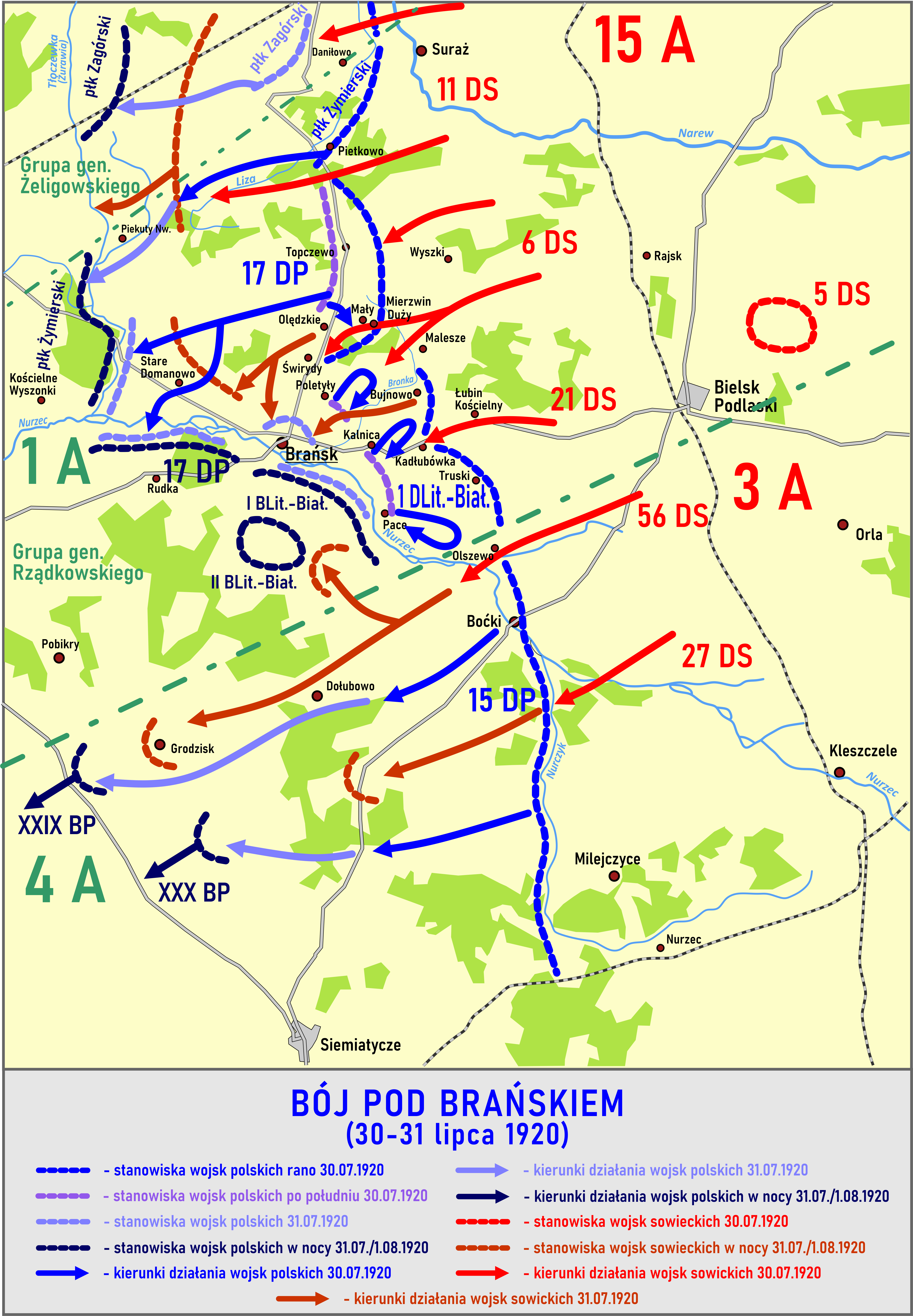
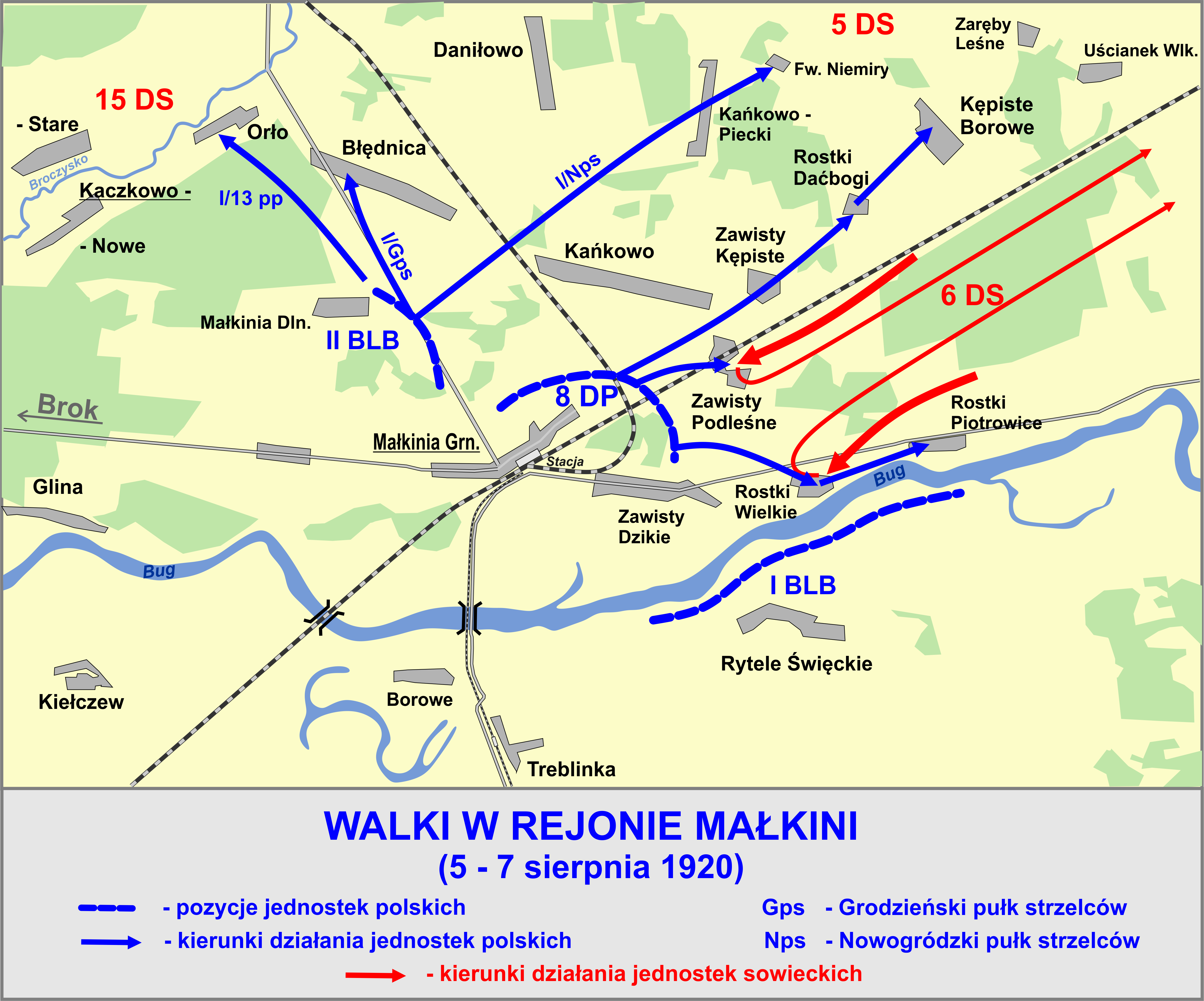
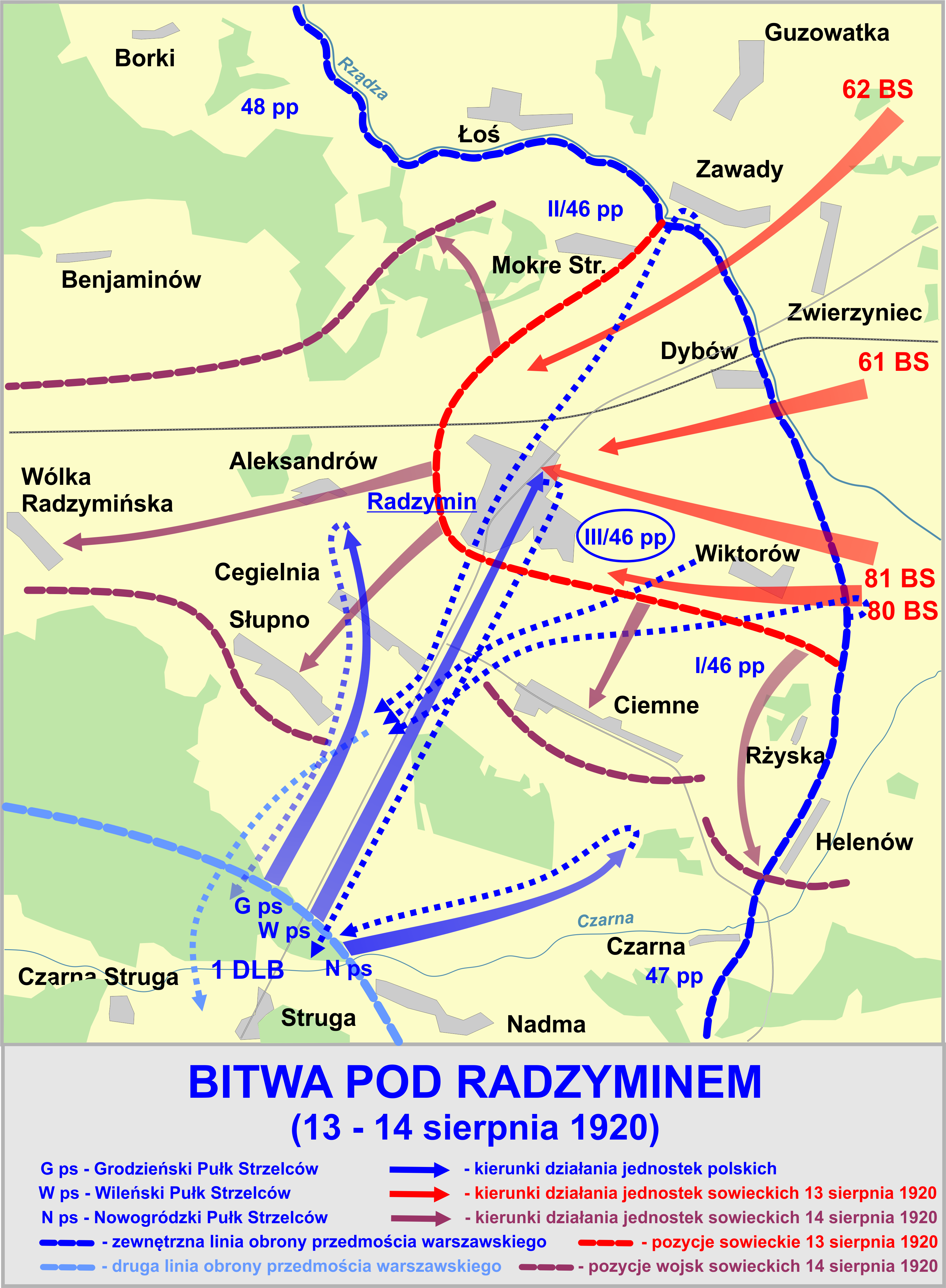
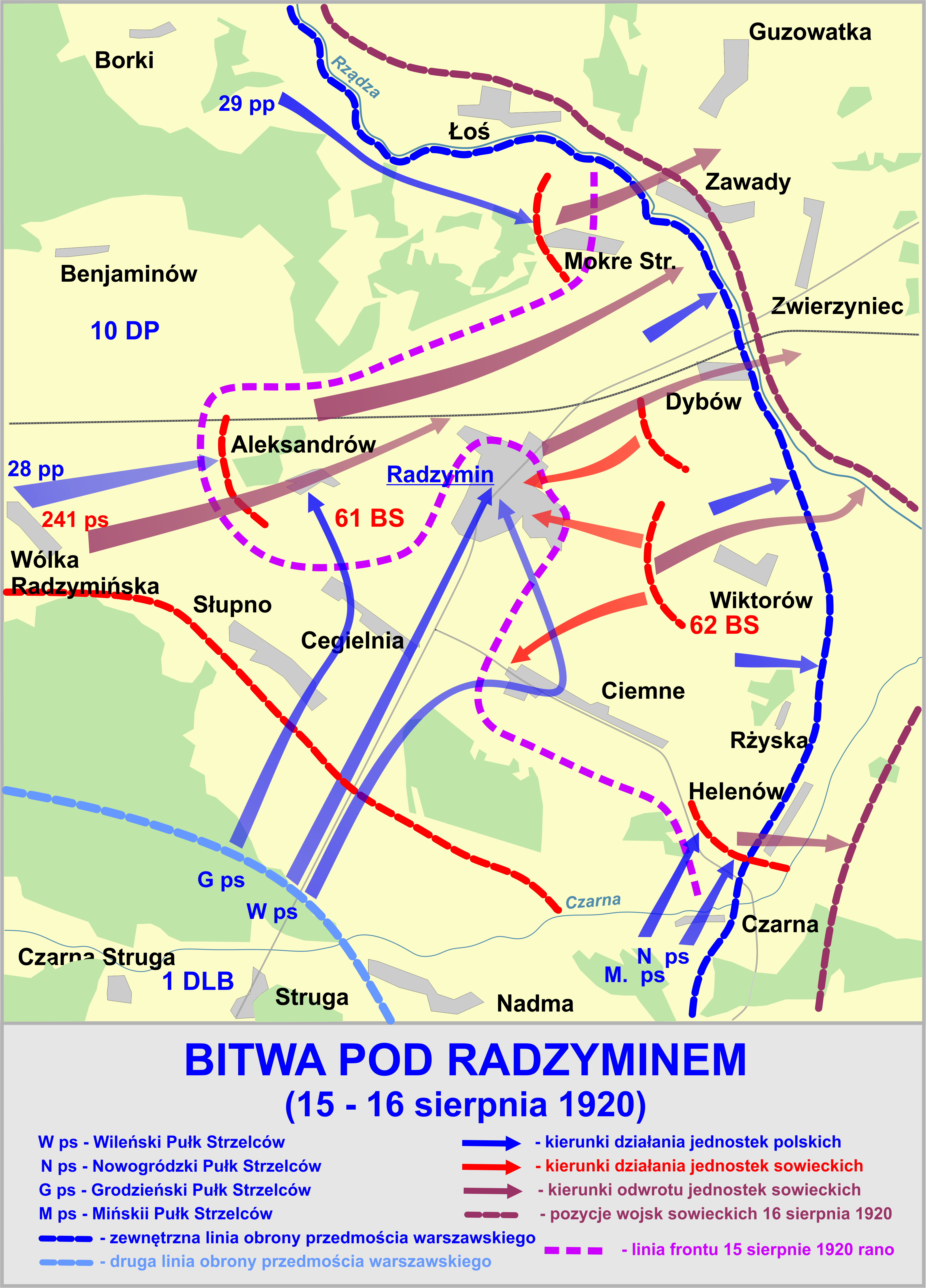
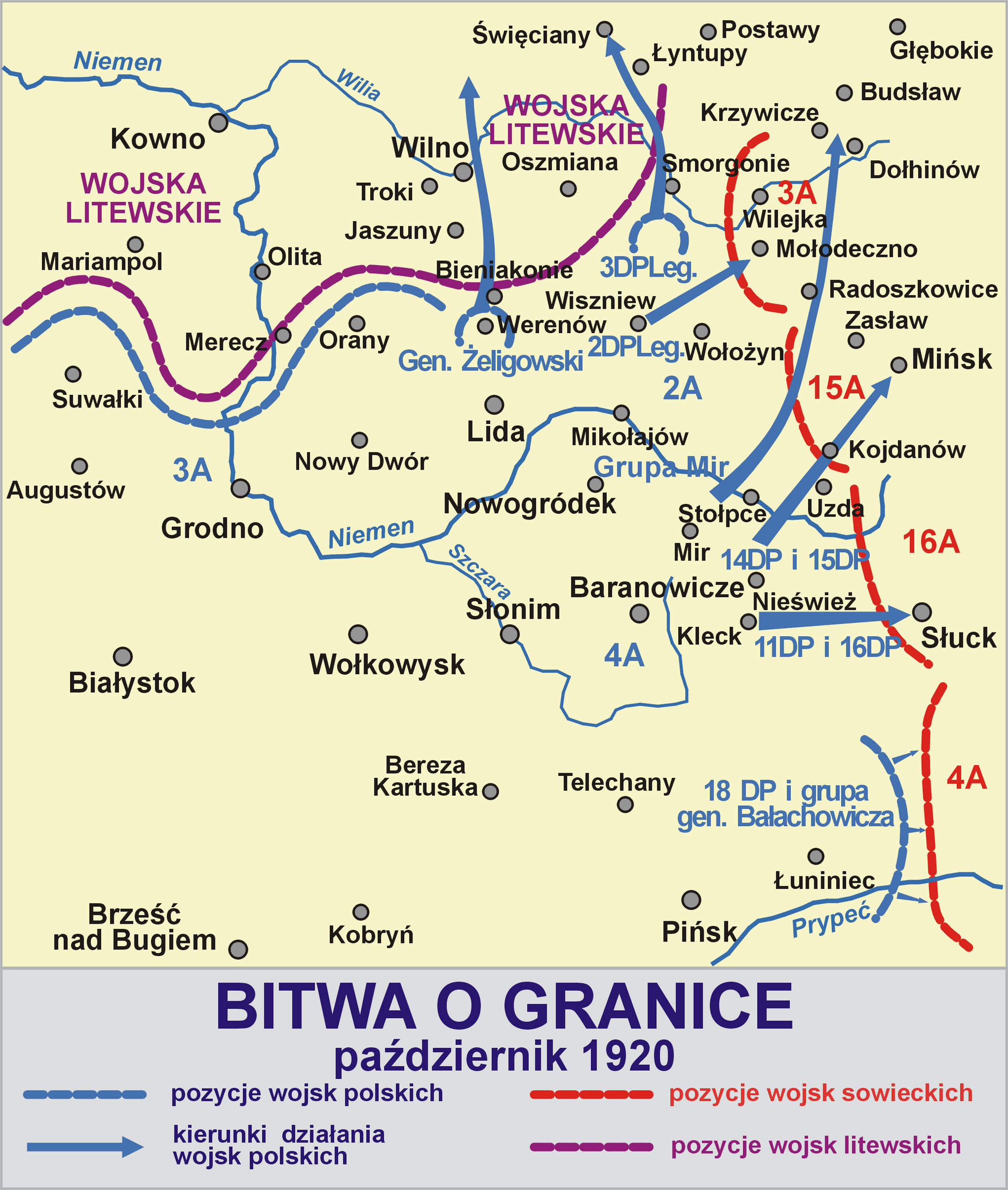

## Pułk w okresie pokoju

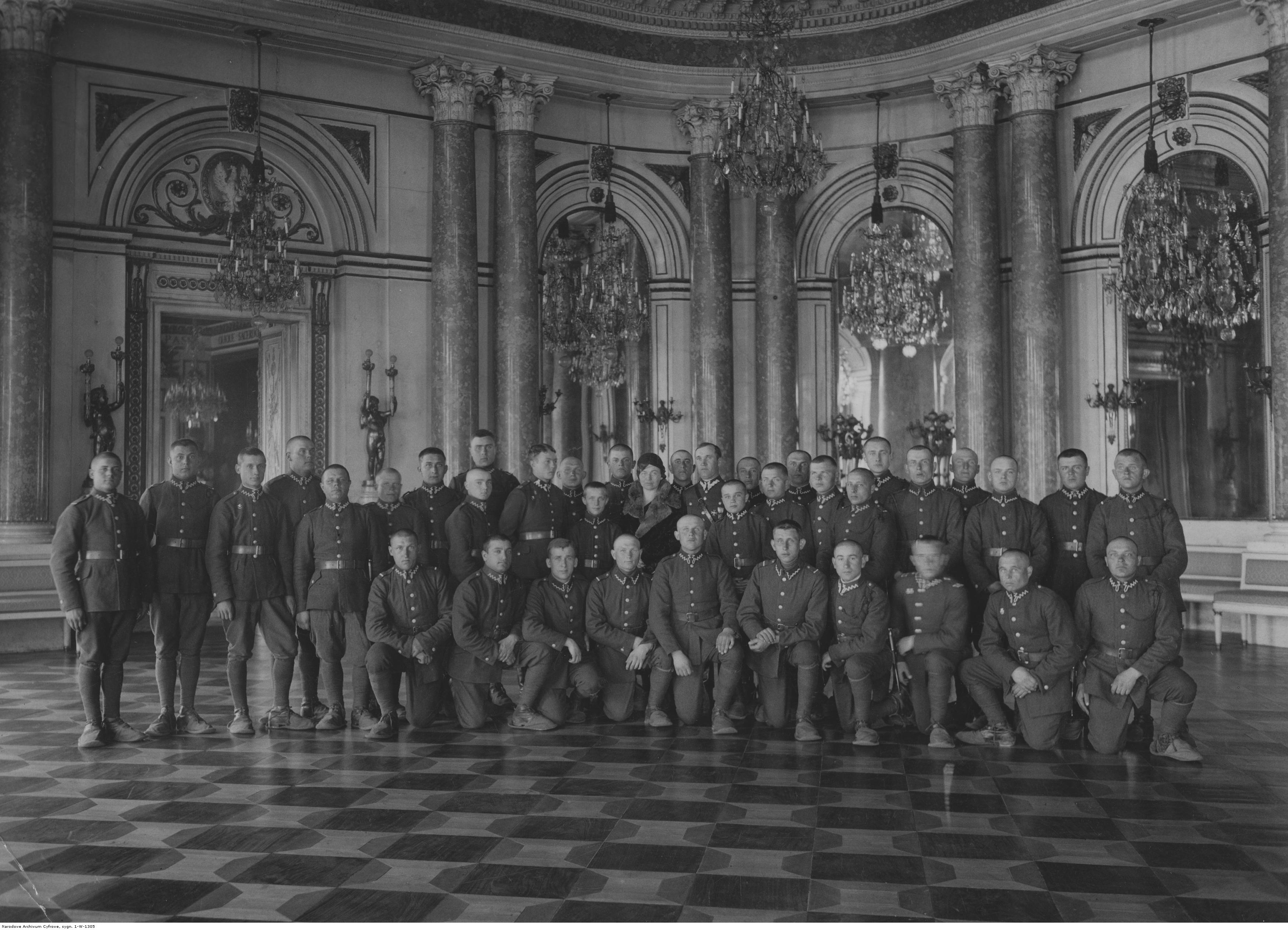
Żołnierze 80 pułku piechoty na Zamku Królewskim w Warszawie; maj 1935.

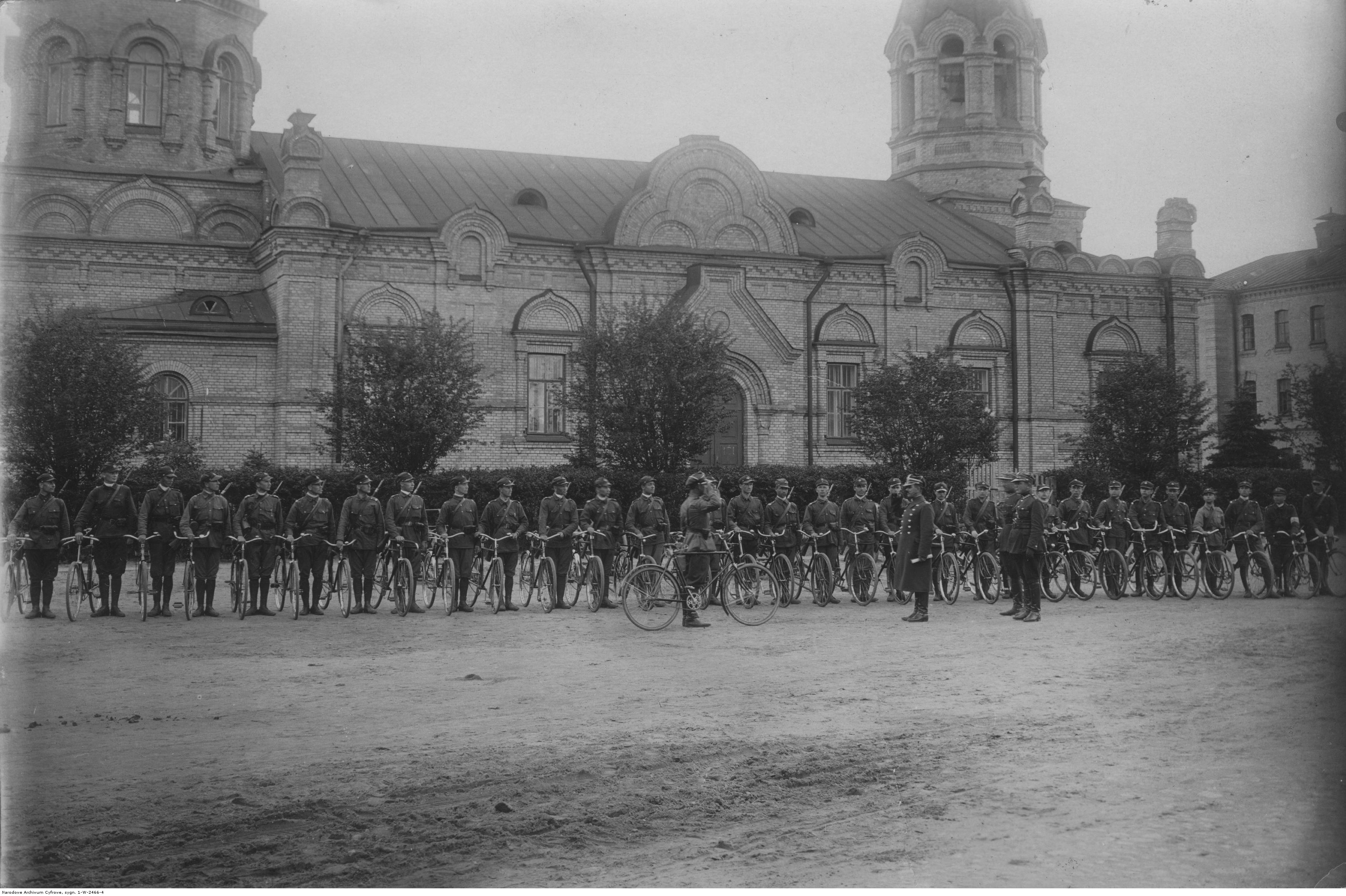
Pluton cyklistów z hufców szkolnych z Państwowego Gimnazjum w Prużanie – raport przyjmuje płk Romuald Kohutnicki, dowódca 80 pułku piechoty.

W Wilnie pułk stacjonował do kwietnia 1922 roku. W październiku 1921 roku pułk otrzymał nazwę „80 pułk Strzelców Nowogródzkich” i został włączony w skład 20 Dywizji Piechoty. W międzyczasie pułk pod dowództwem majora Mieczysława Kaleńskiego-Jaśkiewicza wychodził z Wilna i obsadzał placówkami linię demarkacyjną na odcinku Rudziszki–Rykonty. 12 kwietnia 1922 roku pułk przybył do Słonimia. Stacjonował na terenie Okręgu Korpusu Nr IX.
19 maja 1927 roku Minister Spraw Wojskowych marszałek Polski Józef Piłsudski ustalił i zatwierdził dzień 11 lipca, jako datę święta pułkowego. Pułk obchodził swoje święto w rocznicę otrzymania przez podpułkownika Antoniego Ostankiewicza rozkazu nr 200/I dowódcy Frontu Litewsko-Białoruskiego.
Na podstawie rozkazu wykonawczego Ministerstwa Spraw Wojskowych do Departamentu Piechoty o wprowadzeniu organizacji piechoty na stopie pokojowej PS 10-50 z 1930 roku, w Wojsku Polskim wprowadzono trzy typy pułków piechoty. 80 pułk piechoty zaliczony został do typu III pułków piechoty o stanach zbliżonych do wojennych. Na czas wojny przewidywany był do działań osłonowych. Corocznie otrzymywał około 1010 rekrutów. Jego obsadę stanowiło 68 oficerów i 2200 podoficerów i żołnierzy.
| Obsada personalna i struktura organizacyjna w marcu 1939 | Obsada personalna i struktura organizacyjna w marcu 1939 |
| Stanowisko                                               | Stopień, imię i nazwisko                                 |
| Dowództwo, kwatermistrzostwo i pododdziały specjalne     | Dowództwo, kwatermistrzostwo i pododdziały specjalne     |
| -------------------------------------------------------- | -------------------------------------------------------- |
| dowódca pułku                                            | płk Stanisław Fedorczyk                                  |
| I z-ca dowódcy                                           | ppłk Mieczysław Karol Gumkowski                          |
| adiutant                                                 | kpt. Franciszek Doros                                    |
| starszy lekarz                                           | mjr dr Filip Głowiński                                   |
| młodszy lekarz                                           | ppor. lek. Leon Karol Monné                              |
| II z-ca dowódcy (kwatermistrz)                           | mjr Jan Szopa                                            |
| oficer mobilizacyjny                                     | kpt. adm. (piech.) Romuald Buba                          |
| z-ca oficera mobilizacyjnego                             | kpt. Bolesław Mazurkiewicz                               |
| oficer administracyjno-materiałowy                       | kpt. Rudolf Tadeusz Weber                                |
| oficer gospodarczy                                       | kpt. int. Michał Niwiński                                |
| oficer żywnościowy                                       | vacat                                                    |
| oficer taborowy                                          | kpt. tab. Radosław Szyszło                               |
| kapelmistrz                                              | ppor. rez. pdsc. Roman Michalski                         |
| I batalion                                               |                                                          |
| dowódca batalionu                                        | mjr Bronisław Schlichtinger                              |
| dowódca 1 kompanii                                       | kpt. Karol Wincenty Wotruba                              |
| dowódca plutonu                                          | por. Tadeusz Grot-Winkler                                |
| dowódca plutonu                                          | ppor. Jan Kanty Rerutko                                  |
| dowódca 2 kompanii                                       | p.o. por. Stanisław Malkiewicz                           |
| dowódca plutonu                                          | ppor. Reinhold Robert Goerick                            |
| dowódca 3 kompanii                                       | por. Stanisław Wesołowski                                |
| dowódca plutonu                                          | por Józef Ułan                                           |
| dowódca 1 kompanii km                                    | kpt. Czesław Kruszewski                                  |
| dowódca plutonu                                          | por Jan Zygmunt Fiszer                                   |
| dowódca plutonu                                          | ppor. Antoni Podulka                                     |
| II batalion                                              |                                                          |
| dowódca batalionu                                        | mjr Ludwik Stanisław Jędrzejczyk                         |
| dowódca 4 kompanii                                       | por. Stanisław Ślusarczyk                                |
| dowódca plutonu                                          | ppor. Jan Dembek                                         |
| dowódca 5 kompanii                                       | por. Leon Krajewski                                      |
| dowódca plutonu                                          | ppor. Franciszek Mann                                    |
| dowódca 6 kompanii                                       | kpt. Władysław Staszewski                                |
| dowódca plutonu                                          | por. Kazimierz Załucki                                   |
| dowódca 2 kompanii km                                    | por. Andrzej Gurdak                                      |
| dowódca plutonu                                          | ppor. Eugeniusz Piniński                                 |
| III batalion                                             |                                                          |
| dowódca batalionu                                        | mjr Arnold Jaskowski                                     |
| dowódca 7 kompanii                                       | kpt. Janusz Dąbrowski                                    |
| dowódca plutonu                                          | ppor. Zbigniew Henryk Grzybowski                         |
| dowódca plutonu                                          | ppor. Wacław Bucht                                       |
| dowódca 8 kompanii                                       | kpt. Aleksander Cieślicki                                |
| dowódca plutonu                                          | por. Kazimierz August Orzechowski                        |
| dowódca plutonu                                          | ppor. Stanisław Marian Sorys                             |
| dowódca 9 kompanii                                       | kpt. Zenon Wiktor Sawka                                  |
| dowódca plutonu                                          | ppor. Franciszek Garason                                 |
| dowódca 3 kompanii km                                    | kpt. Karol Jan Babraj                                    |
| dowódca plutonu                                          | por. Teodor Dąbrowski                                    |
| dowódca plutonu                                          | ppor. Mieczysław Smal                                    |
| na kursie                                                | mjr Tadeusz Lelo                                         |
| na kursie                                                | por. adm. (piech.) Edmund Furmański                      |
| na kursie                                                | por Józef Bender                                         |
| na kursie                                                | ppor. Zygmunt Tomasz Zbucki                              |
| na kursie                                                | ppor. Zygmunt Karol Szymański                            |
| 80 obwód przysposobienia wojskowego „Nowogródek”         |                                                          |
| kmdt obwodowy PW                                         | kpt. piech. Emil Zboś                                    |
| kmdt pow. PW Nowogródek                                  | kpt. piech. Julian Pierewicz                             |

## 80 pp w kampanii wrześniowej

### Mobilizacja
80 pułk piechoty został zmobilizowany na podstawie planu mobilizacyjnego „W” obowiązującego od 30 kwietnia 1938. Tabele mobilizacyjne 80 pp z okresu jego mobilizacji nie objęły późniejsze zmiany i poprawki. Mobilizację alarmową 80 pp przeprowadzono 23 marca 1939 w garnizonie Słonim. Mobilizacja rozpoczęła się w godzinach południowych 23 marca w grupie czerwonej w jej trakcie zmobilizowano oddziały i pododdziały:
- 80 pułk piechoty, w czasie od A+18 do A+36 zorganizowany na etatach wojennych.

- samodzielna kompania km i broni towarzyszących nr 92, w czasie A+44,
- kolumna taborowa nr 910, w czasie A+48,
- kompania sanitarna nr 902, w czasie A+50,
- 3 kompania batalionu km i broni towarzyszących nr 7, w czasie A+50,
- kompania strzelecka batalionu km i broni towarzyszących nr 7, w czasie A+50[31].

Mobilizacja przebiegła sprawnie, stawiennictwo rezerwistów było wzorowe. Pobór koni i wozów odbył się zgodnie z planem, jakość koni i wozów była słaba. Po dokonaniu ewidencji stanów, pobraniu materiałów, mobilizację prowadzono w okolicznych wsiach. W nocy 24/25 marca 1939 I batalion przeszedł z koszar do wsi Albertyn. Tam osiągnął gotowość marszową 26 marca rano, o godz. 9.00 złożył przysięgę. O godz. 11.30 osiągnął stację kolejową w Słonimiu i o godz. 16.00 odjechał transportem kolejowym. II batalion kończył mobilizację we wsi Talkowszczyzna. III batalion od 26 marca przeszedł do wsi Pietralewicze, skąd w ślad za I batalionem przeszedł w rejon stacji kolejowej i ze względu na brak taboru kilkanaście godzin oczekiwał na podstawienie transportu kolejowego. Ostatecznie wieczorem 27 marca został załadowany do transportu kolejowego, po czym odjechał ze Słonimia w nocy 27/28 marca. Transporty kolejowe z 80 pułkiem piechoty jechały trasą przez Baranowicze-Brześć n/Bugiem-Bereza Kartuska-Łuków-Siedlce-Warszawa-Modlin-Nasielsk. I batalion dojechał do Nasielska 27 marca, skąd o świcie 28 marca odbył marsz pieszy do Kołoząbu, 10 km na zachód od Nowego Miasta. II batalion wyładował się Nasielsku skąd pomaszerował do wsi Bolęcin i Idzikowice niedaleko od Nowego Miasta. III batalion przybył do Nasielska rano 29 marca, skąd marszem pieszym dotarł do wsi Królewo w pobliżu Nowego Miasta. Dowództwo pułku kwaterowało w folwarku Kołoząb, pododdziały pułkowe kwaterowały w Kucharach Żydowskich. W okresie wiosny 1939 prowadzono zajęcia mające na celu: zakończenie czynności organizacyjnych, zgrania oddziałów, wyrównania wyszkolenia rezerwistów do poziomu służby czynnej. Prowadzono ćwiczenia szkolno-bojowe, marsze, strzelania bojowe na strzelnicy 13 pułku piechoty w Pułtusku. Nocą 7/8 lipca 80 pp wykonał marsz w rejon Mławy. Zajęto na kwatery wsie: Sławogóra Stara i Nowa Wieś Mała - I batalion, Mławka - II batalion, Turza Mała - III batalion, miasto Mława dowództwo pułku i pododdziały pułkowe. 13 lipca dokonano częściowego przegrupowania pułku zajmując II batalionem wsie Uniszki Zawadzkie i Kułakowo, III batalionem wieś Krajewo i folwark Zimnocha. W tym rejonie 80 pp w lipcu i sierpniu podjął prace przy umacnianiu terenu na przydzielonych odcinkach obrony. Pułk wziął udział w pracach przy budowie schronów betonowych i drewniano-ziemnych, przeszkodach przeciwpancernych, budowie okopów, stanowisk ckm-ów, wycinek drzew i krzewów na potrzeby prowadzenia ostrzału. W tym czasie dokonano częściowej wymiany stanów osobowych. Prowadzone do 12 godzin na dobę prace uniemożliwiły prowadzenie szkolenia. W koszarach 80 pp pozostały nadwyżki mobilizacyjne złożone z kadry zawodowej i rezerwistów oraz młody rocznik wcielony w marcu 1939, z których sformowano Oddział Zbierania Nadwyżek 80 pp. Podczas zarządzonej mobilizacji alarmowej 24 sierpnia podjęto w koszarach 80 pp mobilizację w grupie czerwonej dalszych pododdziałów:
- dowództwa grupy kompanii asystencyjnych nr 8, w czasie A+52,
- kompanii asystencyjnej nr 91, w czasie A+56,
- kompanii km plot. typ A nr 19, w czasie A+56.

Podczas mobilizacji powszechnej w II rzucie w czasie X+4 w koszarach 80 pp w Słonimiu rozpoczęto mobilizację Ośrodka Zapasowego 20 Dywizji Piechoty. Zgodnie z nowym planem mobilizacyjnym „W2” mobilizację batalionu marszowego 80 pp i uzupełnienia marszowego samodzielnej kompanii km i broni towarzyszącej nr 92 przeniesiono do Kadry Zapasowej Piechoty w Tarnowie.
29 sierpnia w pułku zarządzono pogotowie bojowe i 80 pp obsadził pozycje w przygotowanych umocnieniach. 30 sierpnia, 7 kompania strzelecka i pluton konnych zwiadowców rozpoczęły patrolowanie pasa przygranicznego Las Dwukoły-Białuty. 80 pp wraz z 20 Dywizja Piechoty w składzie Armii „Modlin” obsadził centralny odcinek obrony armii na odcinku Turza-Rudno. 80 pp obsadził pas obrony na pozycji „mławskiej”, rozciągający się od wsi Piekiełko (włącznie) do wsi Sławogóra Stara (włącznie). Batalion I/80 pp obsadził częścią swoich sił trudno dostępny teren bagienny „Błota Niemyje” rozdzielający „pozycję mławską” od „pozycji rzęgnowskiej”. Dla zabezpieczenia tego terenu zaminowano 8 istniejących przejść oraz wykopano rów przeciwpancerny o długości 500 metrów. Liczący 6 km szerokości pas bagienny „Błota Niemyje” dozorowały od zachodu dwa plutony I/80 pp, kompania saperów z 20 batalionu saperów, od wschodu dozorowała dywizyjna kompania kolarzy.

### Działania bojowe pułku

#### Bój na „pozycji mławskiej”
O świcie 1 września 1939 80 pp był ugrupowany obronnie na pozycjach: III batalion od wsi Piekiełko do wsi Krajewo, z 9 kompanią strzelecką we wsi Piekiełko, 8 kompanię strzelecką wraz z połową 92 samodzielnej kompanii km i br. tow. w rejonie Kolonii Krajewo i Krajewa. 7 kompania strzelecka na przedpolu w rejonie Białut. II batalion od zachodniej strony szosy Mława-Nidzica, poprzez wzgórza od wsi Żulinek do wsi Kołakowo, z 4 kompanią strzelecką na szosie Mława-Nidzica, 6 kompanię strzelecką na wzgórzach od wsi Żulinek, 5 kompania strzelecka w rejonie wsi Kołakowo, z czasowym podporządkowaniem dowódcy I batalionu. I batalion od wsi Kołakowo do wsi Sławogóra Stara, batalion został wzmocniony 2 kompanią km i br. tow. 1 samodzielnego batalionu km i br. tow., 2 kompania strzelecka w rejonie Sławogóry Starej, natomiast 1 i 3 kompanie strzeleckie w rejonie Kołakowo-Windyki. Od godz. 4.40 na pozycje zajmowane przez II i III bataliony artyleria niemiecka prowadziła 10 minutowe nawały ogniowe. Niemieckie rozpoznawcze działania piechoty wspartej czołgami zaskoczyły patrolującą 7 kompanię strzelecką w rejonie Lasu Dwukoły i Białut, w walce 7 kompania została rozbita i rozproszona poległ dowódca kompanii por. Józef Bender i ponad 100 żołnierzy. Posuwające się w kierunku pozycji „mławskiej” oddziały niemieckie nawiązały walkę z czatą II i III batalionu w rejonie Kuklina i czatą I batalionu w rejonie Windyk. Obie czaty o godz. 6.00 wycofały się na główną pozycję batalionów. O godz. 10.00 na pozycje III/80 pp wyszło niemieckie natarcie, które zajęło wieś Piekiełko, dalsze niemieckie natarcie zaległo i zostało załamane w ogniu broni maszynowej 9 kompanii i artylerii dywizyjnej 20 DP. O godz. 12.30 na pozycje I/80 pp zostało wykonane natarcie piechoty wsparte 45 czołgami w rejonie wsi Windyki w kierunku na Kołakowo. Niemieckie natarcie zostało załamane na linii przeszkód przeciwpancernych w silnym ogniu broni maszynowej i przeciwpancernym przez 1, 3 i 5 kompanie strzeleckie i kompanię przeciwpancerną 80 pp. Skutecznego wsparcia udzieliły dwie baterie 20 pułku artylerii lekkiej. Niemieckie natarcie wycofało się do Uniszek Zawadzkich, a następnie oddziały niemieckie przy wsparciu 20 czołgów wykonały kolejne natarcie wzdłuż drogi do wsi Sławogóra Stara. Również to natarcie zostało zatrzymane przez cały I/80 pp, a następnie nieprzyjaciel wycofał się pozostawiając przed pozycjami batalionu 11 unieruchomionych czołgów. Przez cały dzień niemiecka artyleria prowadziła ostrzał pozycji pułku. Ok. godz. 22.00 przy silnym wsparciu niemieckiej artylerii wyszło kolejne natarcie na pozycje 2 kompanii strzeleckiej w rejonie Sławogóry Starej z Windyk. W zmasowanym ogniu broni maszynowej natarcie niemieckie odparto. Na odcinku II/80 pp w południe niemieckie lotnictwo bombardowało stanowiska batalionu, szczególnie ciężko 4 kompanii strzeleckiej, Piechota niemiecka o godz. 14.00 zajęła leżącą na przedpolu w odległości ok. 200 metrów wieś Uniszki Zawadzkie. Kontratak plutonu III/4 kompanii doprowadził po krótkiej walce do wyparcia niemieckiej piechoty. Ponownie podciągnięty nowy oddział niemieckiej piechoty wraz z czołgami wyparł obsadzający ją III/4 kompanii. Około godz. 22.00 silna nawała ogniowa 20 dywizjonu artylerii ciężkiej i 20 pułku artylerii lekkiej w ciągu 30 minut zmusiła do wycofania się z płonącej wsi Uniszki Zawadzkie niemieckiej piechoty i czołgów. W trakcie walk 1 września poległo 5 oficerów, w tym por. Józef Bender i ppor. Wincenty Cisek dowódca plutonu zwiadu konnego oraz trzech dowódców plutonów z 1 i 6 kompanii strzeleckich; ppor. Franciszek Gutowski, ppor. Grzegorz Strzyżewski, ppor. Ryszard Pytlewicz.           
2 września od godz. 5.00 artyleria niemiecka podjęła systematyczny i ciągły ostrzał pozycji 80 pp, który milkł w momencie ataków niemieckiego lotnictwa bombowego. O godz. 10.00 na pozycje III/80 pp wyszło niemieckie natarcie, które dotarło na odległość 250 metrów od stanowisk polskich, 9 kompania strzelecka wsparta plutonem ckm 3 kompanii ckm, odrzuciła ogniem broni piechoty niemieckie uderzenie. Po zmroku pozycje III batalionu nieprzyjaciel rozpoznawał bojem, sprawdzając efekt swojego ognia artylerii. Rozpoznanie, to odparto. Pozycje II/80 pp były od godzin porannych intensywnie bombardowane przez lotnictwo niemieckie, w ich wyniku szczególnie ciężkie straty poniosły 4 i 6 kompanie strzeleckie. Przez cały dzień na pozycje II batalionu wykonano kilkakrotnie natarcia niemieckiej piechoty, podczas jednego z nich niemiecka piechota podeszła na 300 metrów od stanowisk 6 kompanii strzeleckiej, lecz przy wsparciu artylerii i ognia broni piechoty została odrzucona. Ok. godz. 14.00 został ponowiony atak piechoty niemieckiej i czołgów na pozycje II/80 pp, który został odparty, oddziały niemieckie wycofały się w kierunku wsi Uniszki Zawadzkie i Kuklin, na przedpolu pozostało unieruchomionych 5 czołgów niemieckich. Na odcinku I/80 pp oddziały niemieckie prowadziły intensywne rozpoznanie „Błota Niemyje” szukając możliwości obejścia stanowisk 80 pp. W nocy dowódca 80 pp otrzymał odwód w postaci 5 kompanii strzeleckiej 78 pułku piechoty. W godzinach porannych 5/78 pp wzmocniła obronę 5/80 pp w rejonie wsi Kołakowo. Od godzin porannych niemiecka artyleria prowadziła ostrzał kompanii I batalionu, po którym nastąpiły niemieckie natarcia z kierunku wsi Windyki piechotę niemiecką wspierało około 30 czołgów. Niemieckie uderzenie odparto ogniem broni maszynowej i przeciwpancernej przez trzy kompanie 80 pp i kompanię 78 pp, plutony ppanc. 80 pp. Ponadto wydatnego wsparcia udzielił I dywizjon 20 pal. Niemieckie natarcie odrzucono, unieruchomiono przy tym 7 czołgów. Do końca dnia trwał ostrzał artylerii niemieckiej na stanowiska 80 pp. Pozycje 80 pp atakowały 2 i 44 pułki niemieckiej 11 Dywizji Piechoty, wsparte czołgami niemieckiej Dywizji Pancernej „Kempf”.
3 września od świtu artyleria niemiecka intensywnie ostrzeliwała pozycje obronne 80 pp, ogień artylerii niemieckiej systematycznie potęgował się. Od godzin południowych rozpoczęły się silne naloty lotnictwa niemieckiego, ok. godz. 12.00 i 14.00 jednocześnie pozycje polskie atakowało około 30 bombowców niemieckich. O godz. 9.00 kompania zwiadu 80 pp została skierowana do dyspozycji dowódcy III batalionu 79 pułku piechoty, a następnie do I/79 pp zajęła obronę na wzg. 175. O godz. 14.00 2 kompania strzelecka została niespodzianie ostrzelana przez piechotę niemiecką z kierunku Kitki-Dębsk. Około godz. 17.00 niemiecka piechota podjęła natarcie na pozycje obronne 80 pp. Szczególnie silnie nacierał nieprzyjaciel na III/80 pp i jego skrzydłową 9 kompanię strzelecką z rejonu Piekiełko-Dźwięrznia na styk z obroną I batalionu 78 pp. Późnym wieczorem piechota niemiecka włamała się w pozycje 8 kompanii strzeleckiej, dalsze niemieckie natarcie niemieckie zostało zatrzymane na drugim rzucie obrony 8 kompanii. Do organizowanego kontrataku nie doszło z uwagi na rozkazy dowódcy pułku. Do włamania również doszło na odcinku obrony 6 kompanii strzeleckiej w rejonie Żulinka. Natychmiastowy kontratak pozwolił odzyskać utracone pozycje, podczas kontrataku został ciężko ranny dowódca kompanii kpt. Władysław Staszewski. Dowództwo 6 kompanii objął por. rez. Roman Kiersnowski. Na pozycje I/80 pp wyszły dwa niemieckie natarcia: z rejonu Uniszek Zawadzkich, na styk z II/80 pp w rejonie Kołakowa, z rejonu Windyk w kierunku na Sławogórę Starą. Podczas zaciętych walk o zmroku niemiecka piechota wdarła się w pozycje polskie w rejonie Kołakowa rozbijając III pluton 3 kompanii strzeleckiej. Pod silnym niemieckim naporem kompanie 3/80 pp i 5/78 pp z ciężkimi stratami zostały zmuszone do wycofania się do pobliskiego lasu. Ciężko ranny został por. Stanisław Wesołowski dowódca 3 kompanii. Pozostałości obu kompanii uporządkował dowódca 5/78 pp por. Bolesław Tumiłowicz, pod jego dowództwem wykonano w godzinach nocnych kontratak odzyskując utracone wcześniej pozycje obronne. W trakcie natarcia niemieckiego na Sławogórę Starą została przełamana obrona 2 kompanii strzeleckiej. Kontratak plutonu odwodowego 2 kompanii i plutonu kompanii strzeleckiej 1 samodzielnego batalionu km i br. tow. prowadzony przez mjajora Schlichtingera doprowadził do odzyskania o godz. 21.00 utraconych pozycji. W rejon „Błota Niemyje” od strony Sławogóry Starej został przegrupowany II batalion 78 pp (bez dwóch kompanii), podporządkowany dowódcy 80 pp płk. Stanisławowi Fedorczykowi, z zadaniem wykonania kontrataku na niemiecką piechotę na styku 80 i 79 pułków piechoty. Do natarcia nie doszło, ze względu na zmianę rozkazu dowódcy pułku. W dowództwie Armii „Modlin” podjęto decyzję o odwrocie 20 DP z rejonu Mławy na pozycję opóźniania Opinogóra-Szulmierz-Przasnysz. Dowódca 80 pp otrzymał rozkaz o wycofaniu się w nocy 3/4 września około godz.1.00-2.00. 80 pp miał się wycofać do Wyszyn Kościelnych w kolumnie głównej dywizji dowodzonej przez dowódcę Piechoty Dywizyjnej płk. dypl. Franciszka Dudzińskiego.

#### Odwrót na linię Wisły i Narwi
Rozkazy o odwrocie stopniowo docierały do poszczególnych oddziałów 80 pp. 4 września o godz. 5.00 rozkaz o odwrocie otrzymał dowódca I/80 pp, o godz. 7.00 rozpoczęły opuszczanie pozycji obronnej kompanie. 1 kompania strzelecka w trakcie schodzenia ze stanowisk została zaatakowana przez oddziały niemieckie. W krótkiej, ale zaciętej walce poległ dowódca por. Stanisław Malkiewicz oraz pięciu podoficerów i wielu szeregowców, straty wynosiły 50% stanu kompanii. Linia obrony została utrzymana, nieprzyjaciel zatrzymany, a 1 kompania nie niepokojona odeszła z linii obrony. Rano w rejonie Nowa Wieś-Szydłówko niemiecki pododdział dokonał przełamania obrony batalionu Obrony Narodowej Mazury I (działdowskiego), maszerujący szosą Mława-Warszawa I/80 pp przy skutecznym wsparciu II/20 pal wykonał kontratak odrzucając nieprzyjaciela i zabezpieczył dalszy marsz kolumny. Pozostałość 3/80 pp wraz z 5/78 pp pod dowództwem por. Bolesława Tumiłowicza wycofała się samodzielnie z pozycji obronnej. W kolumnie pod dowództwem mjr. Schlichtingera znalazły się  bataliony: I/80 pp bez 3 kompanii, I/79 pp, III/78 pp. Napór nieprzyjaciela na kolumnę ze strony wschodniej i całodzienne bombardowania uniemożliwiły zajęcie pozycji obronnej w lasach opinogórskich. Zgrupowanie mjr. Schlichtingera maszerowało przez Strzegowo i Glinojeck w kierunku Wisły. W rejonie Glinojecka były dwa mosty na rzece Wkrze i grobla wśród bagien, oba mosty i grobla od godz. 10.00 do godz.17.00 były intensywnie bombardowane przez niemieckie lotnictwo. Teren ten był zawalony rozbitym sprzętem, zwłokami zwierząt i ciałami zabitych. Z uwagi na duże zdyscyplinowanie zgrupowanie przedarło się przez rejon Glinojecka, w trakcie ataków lotniczych nie poniesiono większych strat, pojedynczy żołnierze lub grupy i plutony odłączyły się, ale dalej maszerowały śladem zgrupowania, które maszerowało w stronę Raciąża. II/80 pp wycofywanie ze stanowisk obronnych rozpoczął o godz.7.00 pod silnym ogniem niemieckiej artylerii, osłonę odwrotu batalionu stanowiła 4 kompania strzelecka, razem z II/80 pp wycofywała się 9 kompania strzelecka. W trakcie walk osłonowych 4 kompania poniosła znaczne straty, podczas walk utraciła kontakt z II/80 pp. Batalion mjr Jędrzejczyka przeszedł rejon Glinojecka północą 4/5 września. 4 kompania samodzielnie maszerowała przez Szreńsk-Raciąż-Płock. III/80 pp bez 9 kompanii strzeleckiej bez przeszkód zszedł z linii obrony, straż tylną stanowiła 8 kompania strzelecka. III batalion po dojściu do lasów opinogórskich został ostrzelany z broni maszynowej. Następnie wycofał się do Strzegowa, gdzie przy pomocy podręcznych środków przeprawowych przeprawił się przez Wkrę i podjął marsz na Płońsk. Do godzin porannych 5 września broniły się na linii umocnień pozycji mławskiej, pozostałe z własnej woli lub nie powiadomione o odwrocie placówki i załogi schronów walcząc do ostatniego naboju i ginąc w walce od granatów, ładunków minerskich lub od ognia miotaczy płomieni. Wraz ze swoimi żołnierzami ciężko ranny dostał się do niewoli ppor. rez. Stanisław Wernyhora z 2 kompanii strzeleckiej, czy poległy w schronie ppor. rez. Władysław Rudomino z 2 kompanii ckm.   
5 września o świcie zgrupowanie mjr. Schlichtingera osiągnęło Raciąż, tam po nawiązaniu łączności ze sztabem Nowogródzkiej Brygady Kawalerii, od gen. bryg. Władysława Andersa mjr Schlichtinger otrzymał rozkaz marszu do Płocka. Rano do zgrupowania dołączył II/80 pp bez 4 kompanii, ale z 9 kompanią. Kolumna podjęła marsz do Płocka, osiągnęła o godz. 18.00 Bielsk, a o 23.00 przeprawiła się przez most w Płocku. Do kolumny w Płocku dołączyła do swojego batalionu 4 kompania. Wieczorem III/80 pp bez 9 kompanii dotarł do Płońska.    
6 września o świcie zgrupowanie mjr. Schlichtingera pomaszerowało do Brochowa, gdzie koncentrowała się 20 DP. W godzinach przedpołudniowych 80 pp dotarł do Gąbina, tam zarządzono postój i wypoczynek. O zmroku 80 pp podjął dalszy marsz do Brochowa. W południe 6 września do Płońska przybyły resztki 3/80 pp wraz z 5/78 pp. W nocy 6/7 września III/80 pp razem z kompaniami 3/80 pp i 5/78 pp podjęły marsz z Płońska do Modlina.    
7 września przed świtem 80 pp bez III batalionu zatrzymał się we wsi na zachód od Brochowa kilka kilometrów przed Bzurą. Po wznowieniu marszu po południu przekroczono most na Bzurze w rejonie Brochowa. Wieczorem 80 pp (bez III/80 pp) zatrzymał się na odpoczynek w rejonie Famułek Królewskich. Późnym wieczorem pułk podjął marsz przez Puszczę Kampinoską w kierunku Kazunia. O godz. 8.00 III/80 pp mjr. Arnolda Jaskowskiego dotarł do Modlina, na rozkaz gen. bryg. Juliusza Zulaufa odszedł na przedmoście Dębe zajmując obronę na tym odcinku. Tego dnia dowódca dywizji płk dypl. Wilhelm Liszka-Lawicz na rozkaz dowódcy Grupy Operacyjnej gen. Zulaufa miała zebrać siły w rejonie Jabłonna-Legionowo, celem reorganizacji dywizji.    
8 września po całonocnym marszu 80 pp dotarł na przedpola Modlina, gdzie we wsiach na obrzeżach Puszczy Kampinoskiej stanął na odpoczynek. Z napływających do Modlina od strony Płońska pododdziałów 20 DP utworzono Zgrupowanie dowódcy 79 pułku piechoty ppłk. dypl. Konstantego Zaborowskiego w składzie zbiorczego batalionu (z kompanii 78 i 79 pp) oraz III/80 pp. Zgrupowanie zajęło obronę na odcinku Dębe z zadaniem obrony linii rzeki Narwi w kierunku Jabłonny. 80 pp bez III/80 pp w nocy 8/9 września przekroczył most na Wiśle w Nowym Dworze.    
9 września 80 pp w lasach legionowskich w rejonie Choszczówki odtwarzał swoją zdolność bojową, porządkował oddziały, wchłaniał uzupełnienia z rozbitków.       

#### Walki na linii rzeki Bugu i Narwi
10 września dowództwo 20 DP otrzymało rozkaz obsadzenia linii Bugu i Narwi od Zegrza do ujścia rzeki Rządzy. Z zamiarem niedopuszczenia do sforsowania na wskazanym odcinku rzeki przez oddziały niemieckie. Po południu 80 pp przeszedł do lasu na wschód od Nieporętu. O godz. 19.00 płk Stanisław Fedorczyk otrzymał rozkaz przejścia do lasu na wschód od majątku Zegrze, gdzie miał zająć stanowiska wyjściowe do natarcia.  
Po nocnym marszu 11 września o świcie 80 pp bez III batalionu dotarł do lasu majątku Zegrze. Dowódca pułku rozmieścił I/80 pp i 9/80 pp w rejonie gajówki Kempiste. II/80 pp w forcie Beniaminów. Prowadzono rozpoznanie w kierunku wsi Siwek i Rynia. Na brzegu Bugu i Narwi nie stwierdzono oddziałów niemieckich w Ryni była w obronie kompania ON. O godz. 8.30 niemiecki oddział sforsował Bug i podjął marsz w kierunku Wolicy. Zgodnie z rozkazem dowódcy 20 DP do natarcia w I rzucie został wyznaczony 80 pp, bez III/80 pp i 78 pp. O godz. 11.30 oba bataliony podjęły natarcie w kierunku na Rynię. II/80 pp uderzył na oddział niemiecki zaskakując go i zmuszając do odwrotu za rzekę Rządzę. I/80 pp wsparty przez kompanię ON odrzucił oddziały niemieckie za Rządzę. Intensywny ostrzał niemieckiej artylerii zmusił oba bataliony do wycofania się od linii rzeki Rządzy. I/80 pp cofnął się do rejonu miejscowości Borek, a II/80 pp w głąb lasu majątku Zegrze. Osłaniająca prawe skrzydło pułku kompania 9/80 pp pod ogniem flankującym broni maszynowej wycofała się do lasu. Oba bataliony 80 pp zajmowały obronę na północnym i północno-zachodnim skraju lasu majątku Zegrze, kompania 9/80 pp początkowo stanowiła odwód pułku w forcie Beniaminów, następnie rozpoznawała prawe skrzydło dywizji we wsi Mokre koło Radzymina. Po stwierdzeniu braku obecności oddziałów niemieckich na skrzydle 20 DP powróciła 9/80 pp do fortu Beniaminów. Podczas walki nad Rządzą poległ ppor. rez. Tadeusz Strauss. 11 września po rozwiązaniu zgrupowania ppłk dypl. Zaborowskiego, III/80 pp, bez 9/80 pp wieczorem osiągnął Jabłonnę, gdzie znalazł się w odwodzie 20 DP.  
12 września rano w dowództwie dywizji podjęto decyzję o wyparciu oddziałów niemieckich za Bug i Narew. O godz. 7.00 płk dypl. Dudziński przeprowadził odprawę, w trakcie której postawił zadania do natarcia na dzień 12 września, zgodnie z nim 80 pp miał prowadzić natarcie w kierunku wsi Siwiec-Wolica. I batalion prowadził natarcie na prawym skrzydle pułku, a II batalion na lewym, mając za sąsiada z lewej I batalion 78 pp. Oddziały niemieckie zostały odrzucone ponownie za rzekę Rządzę. Na oba bataliony 80 pp spadła nawała ogniowa niemieckiej artylerii, już po zmroku w jej wyniku doszło do pomieszania kompanii obu batalionów. Oba bataliony w częściowym rozproszeniu podjęły odwrót w kierunku lasów Zegrze na pozycje wyjściowe. Wśród poległych znalazł się ppor. Wacław Obrębowski. W nocy 12/13 września uporządkowano oddziały 80 pp, które zajęły stanowiska obronne 200-300 metrów przed północno-wschodnim skrajem lasu Zegrze.     
13 września od rana 20 DP ponownie miała podjąć natarcie celem wyrzucenia oddziałów niemieckich za Narew i Bug. Do natarcia zostały wyznaczone 78 pp i 79 pp, 80 pp bez III batalionu pozostał na zajmowanych stanowiskach jako odwód 20 DP. Od świtu do godz. 9.00-10.00 stanowiska pułku były ostrzeliwane przez artylerię niemiecką. Na stanowiska 80 pp wyszły natarcia niemieckiej piechoty odparte ogniem broni maszynowej i moździerzy. Po godzinie 10.00 przez pozycje 80 pp przeszedł do natarcia 79 pp, jego natarcie wsparła 1 kompania strzelecka 80 pp. W dniach 11-13 września 80 pp walczył na linii Bugu i Narwi pod Rynią i Zegrzem z oddziałami niemieckiej 217 DP. Po godz. 20.00 80 pp zgodnie z rozkazem dowódcy 20 DP otrzymał rozkaz marszu w kierunku Warszawy. Po południu 13 września III/80 pp bez 9/80 pp rozkazem dowódcy 20 DP, przeszedł do Wieliszewa. Tam zostało utworzone zgrupowanie pod dowództwem mjr. Arnolda Jaskowskiego w składzie III/80 pp, 20 batalionu saperów, I Warszawskiego batalionu ON i improwizowanego batalionu z CWŁączn. mjr. Pikulskiego. Zadaniem zgrupowania było przeprowadzenie natarcia na oddziały niemieckiej 32 DP w rejonie Dworu Poniatów, które przełamały obronę batalionu 32 pułku piechoty i zagrażały tyłom 20 DP. Natarcie rozpoczęło się pomiędzy godz. 18.00-19.00 początkowo natarcie odniosło sukces, oddziały niemieckie cofnęły się z Dworu Poniatów, ale w wyniku nawały artyleryjskiej niemieckiej artylerii, zaległo w terenie. O godz. 23.00 III/80 pp bez 9 komp. wraz z 20 bsap. odszedł z Dworu Poniatów do Jabłonny osłaniając odejście 20 DP do Warszawy, a następnie o godz. 4.00 14 września jako straż tylna odszedł do Warszawy. 80 pp o godz. 23.00 wyruszył z lasu majątku Zegrze, szosą do Nieporętu i w kolumnie z II/80 pp na czele odszedł do Warszawy

#### Mapy walk pułku w 1939

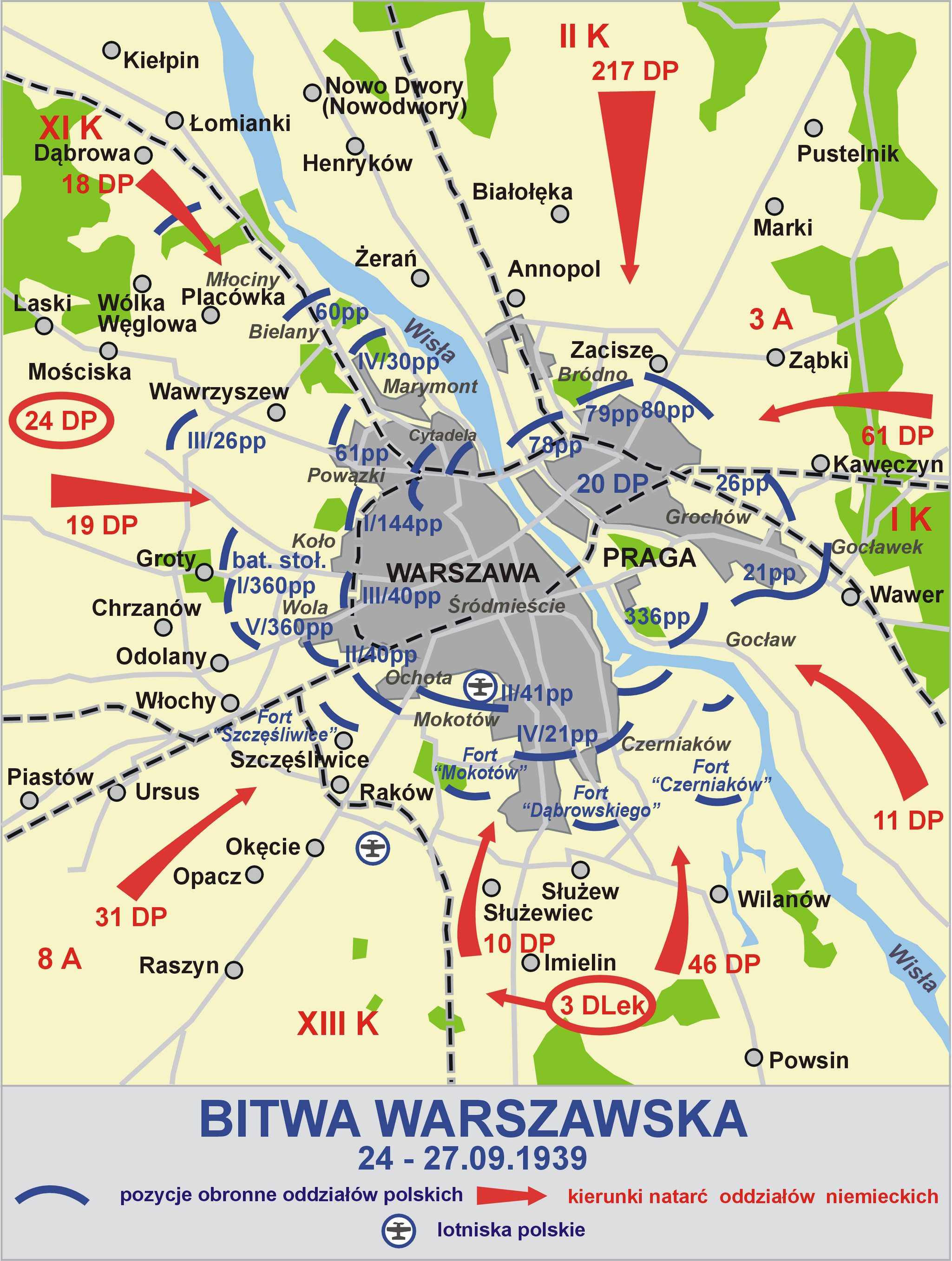

#### W obronie Warszawy
20 DP 14 września po nocnym marszu dotarła do Warszawy. Część sił dywizji doszła do Warszawy trasą Jabłonna-Henryków-Pelcowizna, większość trasą Nieporęt-Białołęka-Aleksandrów-Nowe Bródno. Dowódca 20 DP obsadził zgodnie z rozkazem dowódcy Obrony Warszawy pododcinek „Północny” na Odcinku „Warszawa-Wschód” na Pradze. 20 DP zajęła pododcinek od rzeki Wisły-Pelcowizna-Cmentarz Bródnowski-Folwark Bródno-Folwark Zacisze-Folwark Elsnerów-Folwark Dotrzyma-linia kolejowa do Rembertowa. O godz. 8.00 na Pragę dotarł III/80 pp bez 9 kompanii. wraz z 20 bsap. 80 pułk piechoty obsadził sektor „Elsnerów” od Folwarku Zacisze (włącznie) do linii kolejowej do Rembertowa. Pułk ugrupował się w obronie następująco: I/80 pp po obu stronach Folwarku Dotrzyma. II/80 pp na prawo od I/80 pp do linii kolejowej do Rembertowa w rejonie Utraty. III/80 pp w odwodzie na Targówku przy ul. Radzymińskiej. Dowództwo pułku w budynku przy ul. Radzymińskiej. Do świtu 15 września bataliony zajęły swoje wyznaczone stanowiska obronne. Od chwili zajęcia stanowisk obronnych do ostatniego dnia obrony pozycje 80 pp znajdowały się pod stałym ostrzałem niemieckiej artylerii. W nocy 15/16 września wydzielone pododdziały z II batalionu wykonały wypady rozpoznawcze w kierunku Koziej Górki, Folwarku Antoninów i Kawęczyna lokalizując tam pododdziały niemieckie. 16 września 1939 II/80 pp został zluzowany przez oddziały 5 Dywizji Piechoty gen. bryg. Juliusza Zulaufa. II batalion zajął stanowiska obronne na lewym skrzydle I/80 pp, od styku z I batalionem do Folwarku Elsnerów włącznie z 4 i 5 kompaniami strzeleckimi w I rzucie, a 6 kompanią strzelecką w drugim. Równocześnie od Folwarku Zacisze do Folwarku Elsnerów obsadził przydzielony do 80 pp, III batalion 41 pułku piechoty mjr. Kazimierza Bunclera.      
17 września ranny został mjr Ludwik Jędrzejczak, dowództwo II/80 pp objął kpt. Karol Babraj dotychczasowy dowódca 92 samodzielnej kompanii km i br. tow. Tego dnia do I rzutu obrony został wprowadzony na odcinek obrony w rejonie Utraty naprzeciwko Koziej Górki, gdzie zluzował zbiorczy batalion ON. 18 września o godz. 15.40 na odcinku 80 pp niemiecka kompania piechoty zaatakował placówkę pułku na Zaciszu, natarcie niemieckie zostało zatrzymane. O godz. 21.30 niemiecki batalion piechoty prowadził natarcie na pozycje 80 pułku z rejonu Starego Bródna, niemieckie natarcie odparto. 19 września I/80 pp odparł niemieckie natarcie na Folwark Dotrzyma z kierunku linii kolejowej do Wołomina. W nocy 19/20 września na odcinku 80 pp niemiecka piechota zajęła Folwark Zacisze, przeprowadzone o godz. 2.00 przeciwnatarcie polskie zostało zatrzymane. 20 września III/80 pp został zdjęty ze stanowisk w rejonie Utraty i o godz. 18.00 zluzował I/80 pp w rejonie Folwarku Dotrzyma. Od godz.21.00 niemiecka piechota prowadziła natarcie na stanowiska 80 pułku z rejonu Starego Bródna, o godz. 23.00 natarcie niemieckie odparto. 21 września stanowiska pułku znajdowały się pod ostrzałem niemieckiej artylerii. Zgodnie z raportem dowódcy odcinka „Warszawa-Wschód” na Pradze gen. bryg. Juliusza Zulaufa stan 80 pułku na dzień 22 września posiadał na stanie 67 oficerów i 2513 szeregowych oraz 586 koni. Tego dnia stanowiska III/80 pp w rejonie Folwarku Dotrzyma były intensywnie bombardowane przez niemieckie lotnictwo. 22 i 23 września pozycje pułku znajdowały się pod silny, ostrzałem artylerii. 24 i 25 września pozycje 80 pułku jak i całej dywizji stały się obiektem intensywnych bombardowań przez niemieckie lotnictwo. 25 września z batalionów II i III wyznaczono po jednej kompanii, które dokonały wypadów na pozycje niemieckie: z II batalionu na Ząbki, a III batalionu na Folwark Antoninów. Oba wypady zostały zatrzymane w ogniu niemieckiej broni piechoty.
26 września o godz.13.00 na stanowiska III/80 pp w rejonie Folwarku Dotrzyma wyszło natarcie niemieckie z rejonu Folwarku Antoninów, które zatrzymano i odparto. Potyczki trwały do godz. 14.00 27 września kiedy to zaczęło obowiązywać zawieszenie broni pomiędzy oblegającymi i obleganymi. 28 września ze względu na kapitulacje Warszawy, nastąpiła zbiórka 80 pp w rejonie zakwaterowania nr 3.  29 września po złożeniu broni w północnej części Ogrodu Zoologicznego na Pradze, 80 pp wymaszerował do niemieckiej niewoli w kolumnie marszowej „B”. Kolumna prowadzona przez płk. dypl. Wilhelma Liszkę-Lawicza pomaszerowała przez most Kierbedzia, ulicami Senatorską, Elektorską, Chłodną, Wolską. Z Woli kolumna pomaszerowała do obozu przejściowego w Żyrardowie. 

#### Odznaczeni w 1939
29 września 1939 roku dowódca Armii „Warszawa” generał dywizji Juliusz Rómmel, „w uznaniu zasług, za męstwo wykazane” nadał niżej wymienionym żołnierzom następujące odznaczenia:
- płk piech. Stanisław Fedorczyk – Krzyż Walecznych po raz czwarty,
- mjr piech. Bronisław Schlichtinger – Krzyż Walecznych po raz czwarty,
- kpt. piech. Adam Domaradzki[f] – Virtuti Militari 5 kl.,
- mjr piech. Ludwik Stanisław Jędrzejczyk – Virtuti Militari 5 kl.,
- kpt. Karol Babraj[g] – Krzyż Walecznych po raz drugi,
- mjr piech. Arnold Jaskowski – Krzyż Walecznych po raz trzeci,
- kpt. Zenon Sawka – Krzyż Walecznych po raz drugi.

Ponadto do dyspozycji dowódcy pułku przyznał dziesięć krzyży Virtuti Militari 5 kl.

### Oddział Zbierania Nadwyżek 80 pp i batalion marszowy 80 pp

#### Batalion marszowy 80 pp
Ze względu na brak w rejonie mobilizacji pułku dostatecznej liczby szeregowych rezerwy narodowości polskiej, mobilizację batalionu marszowego 80 pp zlecono Kadrze Zapasowej Piechoty Tarnów. W ramach I rzutu mobilizacji powszechnej do 4 dnia jej trwania w Tarnowie został zmobilizowany batalion marszowy 80 pułku piechoty kryptonim „Jawor”. Po zmobilizowaniu, bm 80 pp został rozkazem dowódcy Armii „Karpaty” włączony w skład organizującej obronę linii Dunajca 24 Dywizji Piechoty. Dowódca dywizji przydzielił batalion marszowy 80 pp jako wzmocnienie 38 pułku piechoty i dzielił dalsze losy tego pułku.

#### Oddział Zbierania Nadwyżek 80 pp
Po zmobilizowaniu i wyjeździe na północne Mazowsze w marcu 1939 80 pp w koszarach pozostała nadwyżka rezerwistów z mobilizacji, część kadry zawodowej pułku oraz kontyngent powołanych w marcu do służby wojskowej poborowych. Dowództwo nad pozostałymi w garnizonie Słonim żołnierzami 80 pp objął pokojowy I zastępca dowódcy 80 pp ppłk Mieczysław Gumkowski. Dowódca pozostałości wraz z kadrą był odpowiedzialny za szkolenie kontyngentu szeregowych i pozostających w garnizonie nadwyżek rezerwistów. Ponadto dokonywał wymiany rezerwistów wysyłanych do pułku „w polu”, uzupełniał brakujące wyposażenie i sprzęt. Jako dowódca całości nadwyżek w Słonimie z 80 pp kierował sierpniową mobilizacją alarmową formowanych pododdziałów oraz mobilizacją powszechną. Ppłk Gumkowski pełnił obowiązki zastępcy dowódcy formowanego od 2 września Ośrodka Zapasowego 20 Dywizji Piechoty. W ramach Ośrodka z rezerwistów 80 pp zorganizowano 2 kompanie strzeleckie, dwa plutony ckm i pluton moździerzy, resztę składu samodzielnego batalionu piechoty pod dowództwem mjr. Michała Bartuli zorganizowano z nadwyżek rezerwistów z 79 pp. Batalion ten odjechał 10 września transportem kolejowym, dotarł tylko w rejon Brześcia n/Bugiem udał się marszem pieszym do Kobrynia i wszedł w skład Dywizji „Kobryń”. Ponadto z żołnierzy młodszego rocznika i kadry pułku zorganizowano batalion piechoty kpt. Adama Jarosińskiego. Bataliony piechoty zorganizowane w OZ 20 DP posiadały na ogół dobre wyposażenie i uzbrojenie zbliżone do liniowych batalionów piechoty. Po przekształceniu OZ 20 DP w Zgrupowanie „Drohiczyn Poleski” żołnierze 80 pp stanowili jego istotną część. Następnie weszli wraz ze zgrupowaniem w skład 50 Dywizji Piechoty „Brzoza” i stanowili większość żołnierzy wchodzącego w jej skład 179 pułku piechoty. Pułk stanowił podstawową siłę uderzeniową dywizji, gdyż oba bataliony pochodzące z 80 pp i 79 pp składały się z żołnierzy młodszego rocznika i młodszych wiekiem rezerwistów, posiadały dobre wyszkolenie, wysokie morale, dzieliły dalsze losy z 50 DP, w tym wzięły udział w bitwie pod Kockiem w ramach SGO „Polesie”.
| Struktura organizacyjna i obsada personalna we wrześniu 1939 | Struktura organizacyjna i obsada personalna we wrześniu 1939         | Struktura organizacyjna i obsada personalna we wrześniu 1939 |
| Stanowisko                                                   | Stopień, imię i nazwisko                                             | Uwagi                                                        |
| Dowództwo                                                    | Dowództwo                                                            | Dowództwo                                                    |
| ------------------------------------------------------------ | -------------------------------------------------------------------- | ------------------------------------------------------------ |
| dowódca pułku                                                | płk piech. Stanisław Fedorczyk                                       | ranny pod Mławą                                              |
| I adiutant                                                   | kpt. piech. Franciszek Doros                                         | KW, niemiecka niewola                                        |
| I adiutant                                                   | kpt. art. Julian Otto(od 5 IX 1939)                                  | KW, niemiecka niewola                                        |
| II adiutant                                                  | ppor. piech. rez. Rudolf Wierzbowski                                 | niemiecka niewola                                            |
| oficer informacyjny                                          | ppor. rez. Artur Władysław Otawski                                   | niemiecka niewola                                            |
| oficer łączności                                             | por. piech. Jerzy Wejnert                                            | KW, niemiecka niewola                                        |
| kwatermistrz                                                 | kpt. piech. Janusz Dąbrowski                                         | niemiecka niewola                                            |
| dowódca kompanii gospodarczej                                | por. adm. (piech.) Edmund Furmański .                                | niemiecka niewola, b. członek POW, MN                        |
| zastępca dowódcy kompanii                                    | ppor. piech. rez. Witold Jaworski.                                   | niemiecka niewola                                            |
| oficer gospodarczy                                           | por. piech. rez. Franciszek Józef Grissbach                          | †1940 Charków                                                |
| oficer żywnościowy                                           | ppor. piech. rez. Władysław Woda                                     | niemiecka niewola                                            |
| naczelny lekarz                                              | ppor. lek. Leon Karol Monné                                          | praktyka lek. w Warszawie, ppłk LWP                          |
| I batalion                                                   |                                                                      |                                                              |
| dowódca batalionu                                            | mjr piech. Bronisław Schlichtinger                                   | 3 IX ranny, niemiecka niewola                                |
| dowódca batalionu                                            | kpt. piech. Adam Domaradzki                                          | od 3 IX 1939, AK, ps. „Don”, kmdt Obwodu Lubartów            |
| adiutant batalionu                                           | ppor. piech. rez. Teofil Switacz                                     | niemiecka niewola                                            |
| dowódca plutonu łączności                                    | ppor. piech. rez. Aleksy Makowelski                                  | AK, ps. „Kruk”, †26 XI 1997                                  |
| lekarz batalionu                                             | ppor. lek. rez. dr Bernard Bruno Bindel                              | po wojnie lekarz w Nowogardzie                               |
| oficer gospodarczy                                           | ppor. piech. rez. Donat Holeniewski                                  | niemiecka niewola                                            |
| dowódca 1 kompanii strzeleckiej                              | por. piech. Stanisław Malkiewicz                                     | †3 IX 1939                                                   |
| dowódca 1 kompanii strzeleckiej                              | ppor. piech. rez. Józef Skoryńko                                     | niemiecka niewola, †6 VII 1998                               |
| dowódca I plutonu                                            | ppor. piech. rez. Józef Skoryńko                                     | od 3 IX dowódca 1 kompanii                                   |
| dowódca II plutonu                                           | por. piech. rez. Franciszek Gutowski                                 | †2 IX 1939 Stara Sławogóra                                   |
| dowódca III plutonu                                          | ppor. piech. rez. Grzegorz Strzyżewski                               | †2 IX 1939 Stara Sławogóra                                   |
| dowódca 2 kompanii strzeleckiej                              | por. piech. rez. Stanisław Kapilewicz                                | KW, 3 IX 1939 ranny, niemiecka niewola                       |
| dowódca I plutonu                                            | ppor. piech. Reinhold Robert Goerick                                 | 3 IX 1939 ranny, †1940                                       |
| dowódca II plutonu                                           | ppor. piech. rez. Józef Lebiedź                                      | niemiecka niewola, płk LWP                                   |
| dowódca III plutonu                                          | ppor. piech. rez. Jan Wernyhora                                      | 4 IX 1939 ranny, niemiecka niewola                           |
| dowódca 3 kompanii strzeleckiej                              | por. piech. Stanisław Wesołowski                                     | 4 IX ranny, †IX 1939 zm. z ran                               |
| dowódca III plutonu                                          | ppor. piech. rez. Mikołaj Kowalewski                                 | †3 IX 1939 Stara Sławogóra                                   |
| dowódca 1 kompanii ckm                                       | kpt. piech. Czesław Kruszewski                                       | niemiecka niewola                                            |
| dowódca I plutonu ckm                                        | ppor. piech. rez. Kazimierz Słodziński.                              | 4 IX 1939 ranny, niemiecka niewola                           |
| dowódca III plutonu ckm                                      | plut. pchor. rez. Stanisław Maleszewski                              |                                                              |
| dowódca IV plutonu ckm (taczanek)                            | ppor. piech. Antoni Podulka                                          | niemiecka niewola                                            |
| dowódca plutonu moździerzy                                   | ppor. piech. rez. Zbigniew Adamowicz                                 | 4 IX 1939 niemiecka niewola                                  |
| II batalion                                                  |                                                                      |                                                              |
| dowódca batalionu                                            | mjr piech. Ludwik Stanisław Jędrzejczyk                              | ranny pod Mławą                                              |
| dowódca batalionu                                            | kpt. Karol Jan Babraj                                                | od 16 IX                                                     |
| adiutant batalionu                                           | ppor. piech. rez. Franciszek Matus                                   | †23 IX 1939 Warszawa                                         |
| dowódca plutonu łączności                                    | por. piech. rez. Roman Kiersnowski                                   | †23 IX 1939 Warszawa                                         |
| lekarz batalionu                                             | ppor. lek. rez. Grzegorz Kagan                                       | niemiecka niewola                                            |
| oficer gospodarczy                                           | por. piech. rez. Michał Dawidziuk                                    | niemiecka niewola, †9 IV 1995                                |
| oficer żywnościowy                                           | ppor. piech. rez. Rudolf Dąbrowski                                   | niemiecka niewola                                            |
| dowódca 4 kompanii strzeleckiej                              | por. Leon Krajewski                                                  | KW, niemiecka niewola, †24 XII 1997, ofic. LWP               |
| dowódca I plutonu                                            | ppor. Zbigniew Henryk Grzybowski                                     | ranny pod Mławą                                              |
| dowódca II plutonu                                           | ppor. rez. Stefan Iwanaszko                                          | ranny pod Mławą                                              |
| dowódca III plutonu                                          | ppor. rez. (Jan) Zygmunt Myszkowski                                  | 4 IX 1939 ranny                                              |
| zastępca dowódcy plutonu                                     | plut. pchor. Zbigniew Wojtarowicz                                    |                                                              |
| dowódca 5 kompanii strzeleckiej                              | por. rez. Franciszek Olechowski                                      |                                                              |
| dowódca I plutonu                                            | ppor. Franciszek Józef Mann                                          |                                                              |
| dowódca II plutonu                                           | ppor. rez. Michał Owsinkiewicz                                       |                                                              |
| dowódca III plutonu                                          | ppor. rez. Jan Sautycz                                               |                                                              |
| dowódca 6 kompanii strzeleckiej                              | kpt. Władysław Staszewski                                            | 3 IX 1939 ciężko ranny                                       |
| dowódca 6 kompanii strzeleckiej                              | por. rez. Roman Kiersnowski                                          | od 3 IX 1939                                                 |
| dowódca I plutonu                                            | por. rez. Ryszard Pytlewicz                                          | †1 IX 1939                                                   |
| dowódca II plutonu                                           | ppor. rez. Eugeniusz Smorszczek                                      |                                                              |
| dowódca III plutonu                                          | por. rez. Jan Pes                                                    |                                                              |
| dowódca 2 kompanii ckm                                       | por. Teodor Andrzej Dąbrowski                                        | ranny pod Mławą                                              |
| dowódca I plutonu ckm                                        | ppor. rez. Witold Raczyński                                          |                                                              |
| dowódca II plutonu ckm                                       | ppor. rez. Władysław Rudolf Rudomino                                 | †4 IX 1939                                                   |
| dowódca III plutonu ckm                                      | ppor. rez. Tadeusz Karol Strauss                                     | †11 IX 1939                                                  |
| dowódca IV plutonu ckm (taczanki)                            | ppor. rez. Władysław Trojanowski                                     |                                                              |
| dowódca plutonu moździerzy                                   | ppor. piech. rez. Edward Stanisław Dietrich                          | I Rejon AK Legionowo, internowany w ZSRR (1944–1947)         |
| III batalion                                                 |                                                                      |                                                              |
| dowódca batalionu                                            | mjr piech. Arnold Jaskowski (ranny pod Mławą)                        |                                                              |
| adiutant batalionu                                           | ppor. rez. Jan Masian                                                |                                                              |
| dowódca plutonu łączności                                    | ppor. rez. Stanisław Gierwielaniec                                   |                                                              |
| lekarz batalionu                                             | ppor. rez. dr med. Adam Fidrocki                                     |                                                              |
| oficer gospodarczy                                           | ppor. rez. Eugeniusz Chodkowski                                      |                                                              |
| oficer żywnościowy                                           | ppor. rez. Kazimierz Boużyk                                          |                                                              |
| dowódca 7 kompanii strzeleckiej                              | por. Józef Bender                                                    | †1 IX 1939                                                   |
| dowódca 7 kompanii strzeleckiej                              | por. piech. Stanisław Ślusarczyk                                     | od 2 IX, od 7 IX 1939, niemiecka niewola                     |
| dowódca 7 kompanii strzeleckiej                              | ppor. rez. Egon Feliks Ratajczak                                     | od 7 IX                                                      |
| dowódca I plutonu                                            | por. rez. Wiktor Dulewicz                                            |                                                              |
| dowódca II plutonu                                           | ppor. rez. Hajuczenia                                                |                                                              |
| dowódca III plutonu                                          | ppor. rez. Egon Feliks Ratajczak                                     |                                                              |
| dowódca 8 kompanii strzeleckiej                              | por. Kazimierz August Orzechowski                                    |                                                              |
| dowódca I plutonu                                            | ppor. rez. Wacław Obrębowski                                         | †12 IX 1939                                                  |
| dowódca II plutonu                                           | ppor. rez. Jerzy Szwemin                                             |                                                              |
| dowódca III plutonu                                          | ppor. rez. Stanisław Ślesicki                                        |                                                              |
| dowódca 9 kompanii strzeleckiej                              | kpt. Zenon Wiktor Sawka (do 18 IX)ppor. Franciszek Garson (od 18 IX) |                                                              |
| dowódca I plutonu                                            | ppor. Franciszek Garason                                             |                                                              |
| dowódca II plutonu                                           | ppor. rez. Stecewicz                                                 |                                                              |
| dowódca 3 kompanii ckm                                       | por. piech. Jan Zygmunt Fiszer                                       | niemiecka niewola                                            |
| dowódca I plutonu ckm                                        | ppor. piech. rez. Włodzimierz Cichy                                  | 1 IX 1939 niemiecka niewola, †4 VII 1988                     |
| dowódca II plutonu ckm                                       | ppor. piech. rez. Stanisław Maciej Warczygłowa                       | 28 IX 1939 niemiecka niewola                                 |
| dowódca III plutonu ckm                                      | ppor. rez. Bronisław Apolinary Fajge                                 | 28 IX 1939 niemiecka niewola                                 |
| dowódca IV plutonu ckm (taczanki)                            | ppor. piech. Mieczysław Smal                                         | 1 X 1939 niemiecka niewola                                   |
| dowódca plutonu moździerzy                                   | ppor. rez. Makarewicz                                                |                                                              |
| Pododdziały specjalne                                        |                                                                      |                                                              |
| dowódca kompanii zwiadu                                      | por. piech. Lucjan Nowakowski                                        | KW, niemiecka niewola                                        |
| dowódca plutonu konnego                                      | ppor. rez. Wincenty Cisek                                            |                                                              |
| dowódca plutonu kolarzy                                      | ppor. rez. Bronisław Lewonik                                         |                                                              |
| dowódca kompanii przeciwpancernej                            | ppor. Jan Alojzy Sądej                                               |                                                              |
| dowódca I plutonu                                            | ppor. Wacław Bucht                                                   |                                                              |
| dowódca II plutonu                                           | ppor. rez. Władysław Michał Matuszewski                              |                                                              |
| dowódca plutonu artylerii piechoty                           | kpt. art. Julian Otto                                                | od 5 IX 1939 I adiutant pułku                                |
| zastępca dowódcy plutonu art.piech.                          | ppor. rez. Ludwik Heinrich                                           |                                                              |
| dowódca plutonu pionierów                                    | kpt. piech. Leonard Jerzy Kuczkowski                                 | niemiecka niewola (jako Jerzy)                               |
| dowódca plutonu przeciwgazowego                              | por. piech. Stanisław Ślusarczyk                                     | od 7 IX 1939 dowódca 7 kompanii                              |

## Symbole pułkowe
Sztandar
16 czerwca 1923 roku Prezydent RP dekretem L. 743/1923 zatwierdził wzór lewej strony płachty chorągwi 80 pułku piechoty.
15 lipca 1923 roku w Słonimiu Minister Spraw Wojskowych, generał broni Stanisław Szeptycki wręczył, w imieniu Prezydenta RP, chorągiew ufundowaną przez społeczeństwo ziemi nowogródzkiej.
W kampanii wrześniowej, podczas silnego nalotu niemieckiego pod Glinojeckiem, sztandar przejął kpt. Julian Otto. Płat, wraz z orłem i gwoździami pamiątkowymi, zapakował do torby od maski przeciwgazowej i nosił przy sobie do końca walk w Warszawie. Przed wkroczeniem Niemców do stolicy, postanowił wraz z kpt. Franciszkiem Dorosem i kpt. Czesławem Kraszewskim ukryć sztandar na terenie posesji swojego teścia (Chrostowski) przy ul. Janinówka w Warszawie.
Kpt. Otto odkopał sztandar w 1950 roku. Ponieważ okazało się, że płat całkowicie zbutwiał i rozpadał się pod dotknięciem, spalił wydobyte szczątki. Orła i gwoździe przekazał w 1959 roku do muzeum w Mławie.
Odznaka pamiątkowa
9 kwietnia 1921 roku Minister Spraw Wojskowych zatwierdził odznakę Nowogródzkiego Pułku Strzelców. 13 grudnia 1921 generał porucznik Kazimierz Sosnkowski zezwolił na noszenie odznak pamiątkowych wyłącznie tych, które zostały zatwierdzone przez Ministra Spraw Wojskowych lub Naczelnego Wodza. Wśród tych odznak została wymieniona odznaka pamiątkowa Nowogródzkiego Pułku Strzelców. Odznaka nazywana „Krzyżem 80 PP” o wymiarach 39 x 39 mm ma kształt krzyża maltańskiego. Pokryta jest przeźroczystą emalią barwy czerwonej, a obramowana emalią barwy białej. Na środku krzyża orzeł srebrny na czerwonej emalii, obramowany srebrną obwódką. Odznaka dla oficerów i szeregowych identycznego wzoru, ale ze względu na koszty mogła być wykonana z tańszego materiału dla szeregowych. Wykonanie: Adam Nagaiski - Warszawa.

## Strzelcy nowogródzcy

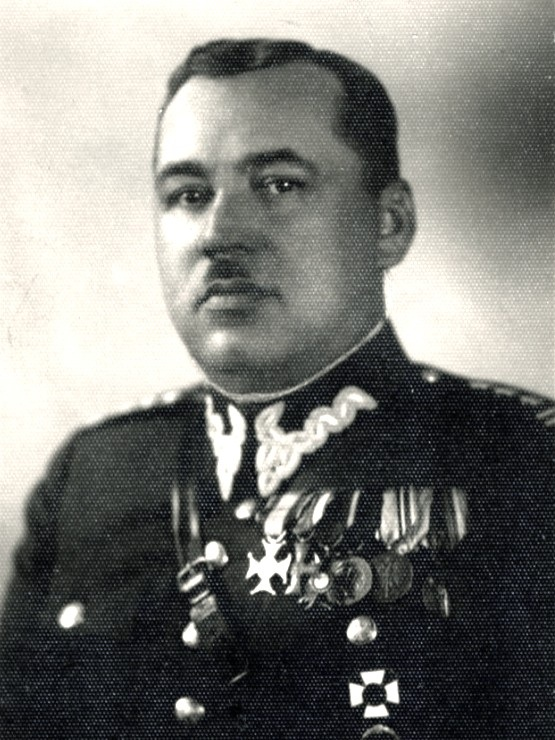
Stanisław Sobieszczak

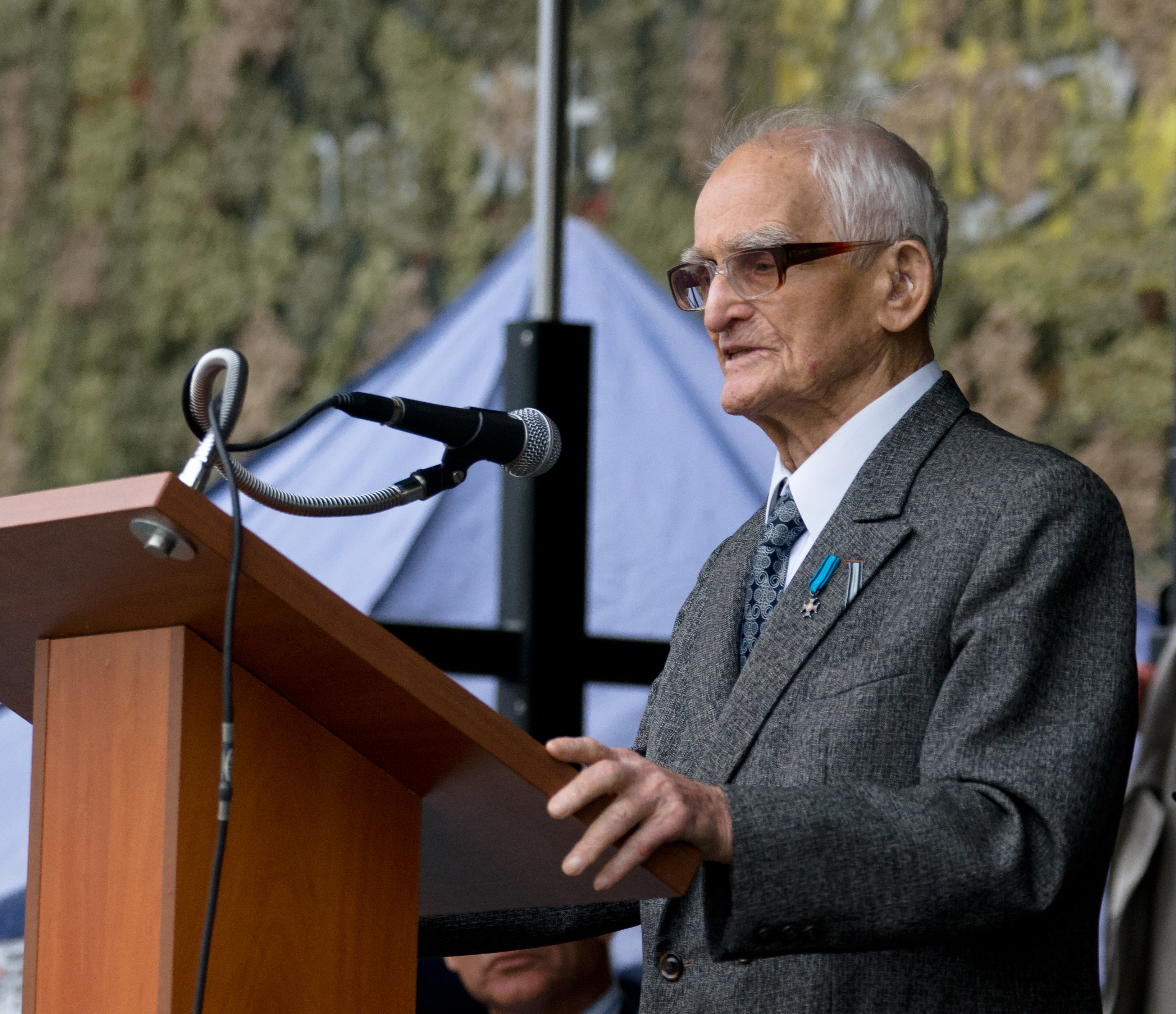
Stanisław Ślesicki, ostatni żyjący uczestnik bitwy pod Mławą. Był dowódcą III plutonu, 8 kompanii, 80 pp Strzelców Nowogródzkich.

Dowódcy pułku
- ppłk piech. Antoni Ostankowicz (11 VII - 2 VIII 1919)
- płk piech. Stanisław Józef Kowalski (3 VIII 1919 - 2 IV 1920)
- mjr piech. Wincenty Rutkiewicz (3 IV - 21 V 1920)
- ppłk piech. Kazimierz Jarosław Rybicki (22 V - 31 VII 1920 → dowódca II Brygady Litewsko-Białoruskiej)
- mjr piech. Władysław Oziewicz (1 - 16 VIII 1920)
- ppłk piech. Bolesław Waśkiewicz (17 VIII - 14 XI 1920 → dowódca Grodzieńskiego Pułku Strzelców)
- ppłk piech. Władysław Oziewicz (od 15 XI 1920)
- płk piech. Konstanty Oświeciński (1923 - 18 I 1925 → dowódca 41 pp[101])
- płk piech. Stanisław Sobieszczak (18 I 1925[101] – 31 VII 1927 → inspektor piechoty KOP[102])
- ppłk / płk piech. Romuald Kohutnicki (22 VII 1927[103] - 16 X 1935 → dowódca Brygady KOP „Nowogródek”)
- ppłk / płk piech. Stanisław Fedorczyk (XI 1935 – IX 1939)

Zastępcy dowódcy pułku
- ppłk piech. Aleksander Powroźnicki (VII 1922 - 1923)
- ppłk SG Mikołaj Freund-Krasicki (X 1924 - VI 1925)
- ppłk SG Tadeusz Alf-Tarczyński (II 1926 - 31 X 1927 → zastępca dyrektora nauk WSWoj.[105])
- ppłk dypl. piech. dr Władysław Kulma (31 X 1927[106] - I 1931 → dowódca 25 pp[107])
- ppłk piech. Stanisław Fedorczyk (I 1931[108] – XI 1935 → dowódca 80 pp)

II zastępcy
- mjr piech. Jan Słomka (do 1939[86])
- mjr piech. Jan Szopa (1939)

### Żołnierze 80 pułku piechoty - ofiary zbrodni katyńskiej
Biogramy ofiar zbrodni katyńskiej znajdują się między innymi w bazach udostępnionych przez Ministerstwo Kultury i Dziedzictwa Narodowego oraz Muzeum Katyńskie.
| Nazwisko i imię    | stopień              | zawód                | miejsce pracy przed mobilizacją | zamordowany |
| ------------------ | -------------------- | -------------------- | ------------------------------- | ----------- |
| Lebiecki Wiktor    | podporucznik rezerwy | nauczyciel           |                                 | Katyń       |
| Bucht Wacław       | podporucznik         | żołnierz zawodowy    | dowódca plutonu 7/80 pp         | Katyń       |
| Jaśkiewicz Antoni  | podporucznik rezerwy | nauczyciel           | szkoła w Piaskach               | Katyń       |
| Jędrasik Tadeusz   | podporucznik rezerwy | nauczyciel           | szkoła w Cieciułowie            | Katyń       |
| Maryański Stefan   | porucznik rezerwy    | handlowiec           |                                 | Katyń       |
| Miara Zygmunt      | podporucznik rezerwy | inżynier rolnik      |                                 | Katyń       |
| Pereus Kazimierz   | podporucznik rezerwy | handlowiec           |                                 | Katyń       |
| Romański Sylwester | podporucznik rezerwy | nauczyciel           |                                 | Katyń       |
| Śleszyński Tadeusz | podporucznik rezerwy | nauczyciel           | kier. szkoły w Biskupicach      | Katyń       |
| Wiśniewski Henryk  | chorąży rezerwy      | nauczyciel           | szkoła w pow. słonimskim        | Katyń       |
| Bojaruniec Longin  | podporucznik rezerwy | prawnik, mgr         | Sąd Grodzki w Brześciu          | Charków     |
| Borowik Aleksander | podporucznik rezerwy | technik kolejnictwa  |                                 | Charków     |
| Pierewicz Julian   | kapitan              | oficer służby stałej | ?                               | Charków     |
| Pilch Michał       | podporucznik rezerwy | prawnik              | PKO                             | Charków     |

## Upamiętnienie
W Mławie istnieje ulica „Żołnierzy 80 Pułku Piechoty”

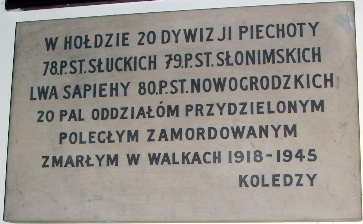
Tablica w kościele garnizonowym w Londynie
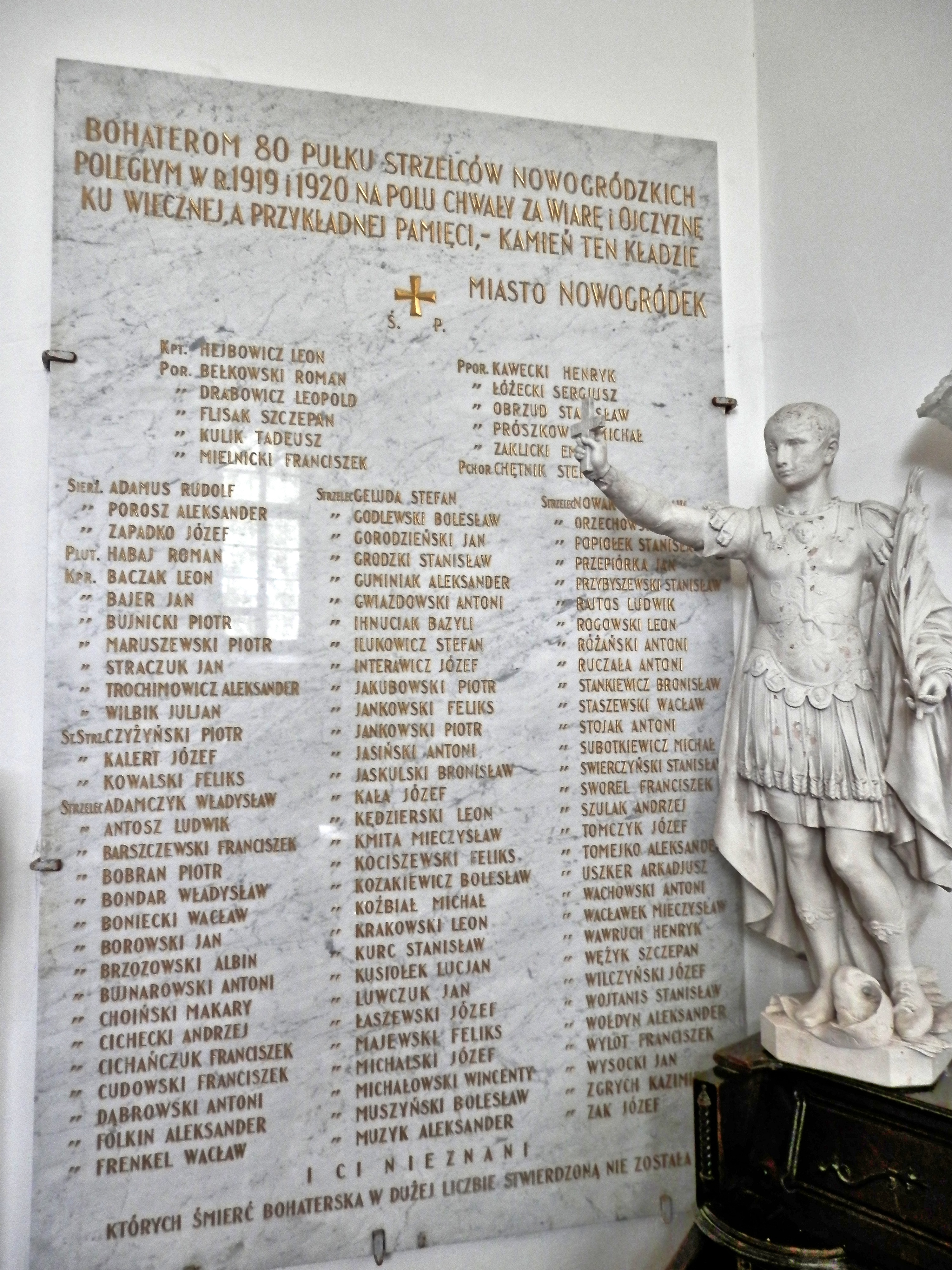
Tablica w kościele Przemienienia Pańskiego w Nowogródku
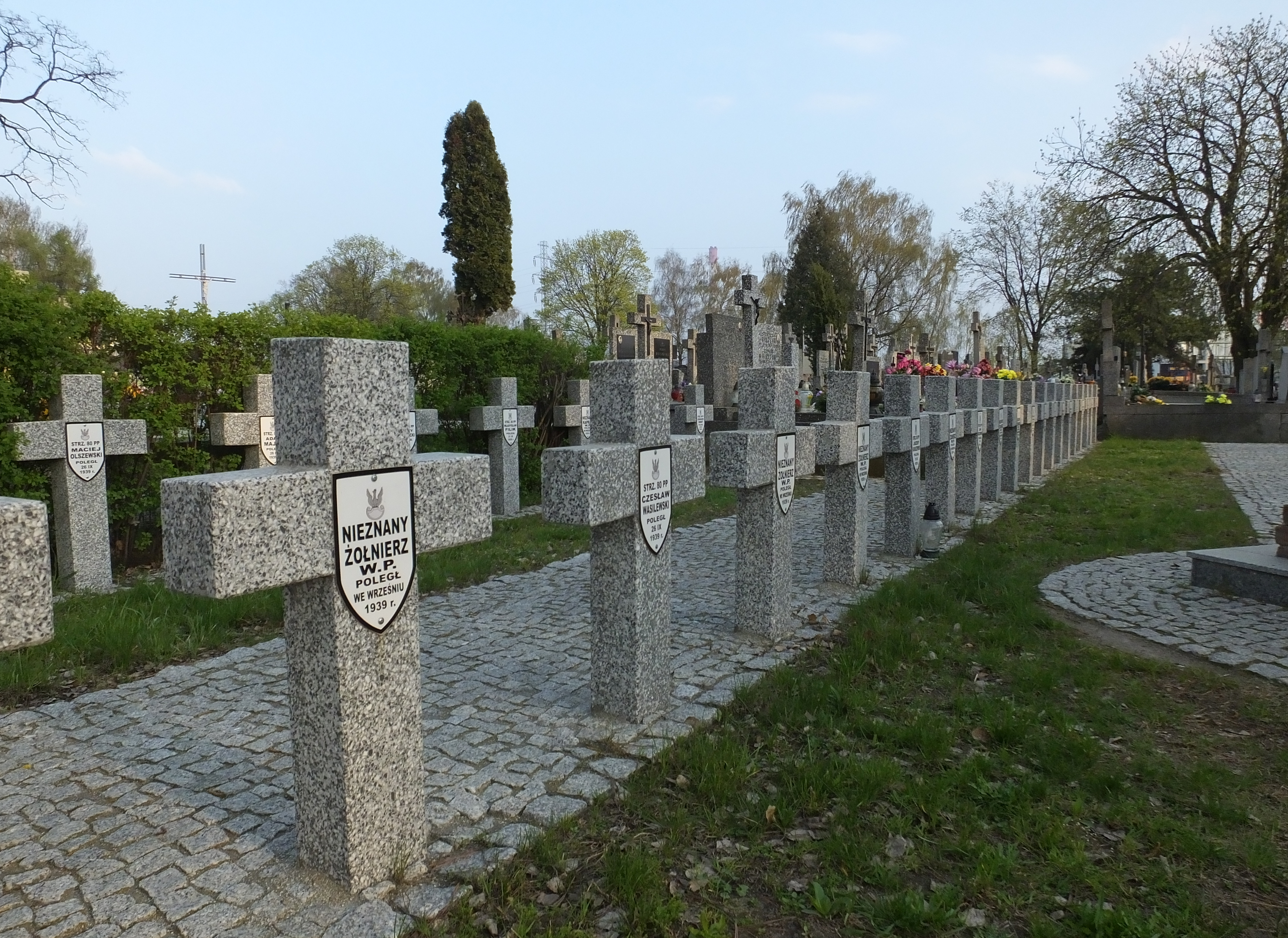
Aleja grobów żołnierzy 80pp poległych w obronie Warszawy w 1939 na cmentarzu w Ząbkach.